# Salzkotten
Salzkotten ist eine mittlere kreisangehörige Stadt mit rund 25.000 Einwohnern in Nordrhein-Westfalen, Deutschland und gehört zum Kreis Paderborn im Süden des Regierungsbezirkes Detmold, welcher mit der Region Ostwestfalen-Lippe identisch ist. Geographisch und kulturell ist sie dem Bürener Land und der Region Hochstift Paderborn zuzuordnen. Zur Stadt gehört die ehemalige Saline Salzkotten.

## Ortsname
In Ostwestfalen wurden in der vorindustriellen Zeit auch diejenigen ländlichen Gebäude mit „Kotten“ bezeichnet, die weder Wohnzwecken noch der landwirtschaftlichen Produktion dienten, sondern zur Herstellung oder Bearbeitung anderer Waren. So fand zum Beispiel auch das Salzsieden in Kotten statt, was bis heute im Ortsnamen erhalten geblieben ist. Der Ortsname wird damit als „bei den Salzsiedehütten“ interpretiert.

## Geographie

### Geographische Lage
Von der Lippeniederung im Nordwesten und Norden über den östlichen Hellwegraum reicht Salzkotten bis zur östlich des Almetales liegenden Paderborner Hochfläche im Südosten und befindet sich damit im südöstlichen Winkel der Westfälischen Bucht.
Laut der heute meist benutzten Einteilung im Handbuch der naturräumlichen Gliederung Deutschlands hat Salzkotten Anteil an den folgenden Naturräumen:
- 540.20 Obere Lippetalung, die zu der Teileinheit 540.2 Ostmünsterländer Sande, der Haupteinheit 540 Ostmünsterland und der Haupteinheitengruppe 54 Westfälische Bucht gehört.
- 542.13 Geseker Unterbörde, die zu der Teileinheit 542.1 Unterer Hellweg, der Haupteinheit 542 Hellwegbörden und der Haupteinheitengruppe 54 Westfälische Bucht gehört.
- 542.23 Geseker Oberbörde, die zu der Teileinheit 542.2 Oberer Hellweg, der Haupteinheit 542 Hellwegbörden und der Haupteinheitengruppe 54 Westfälische Bucht gehört.
- 362.0 Borchener Platten, die zu der Haupteinheit 362 Paderborner Hochfläche und der Haupteinheitengruppe 36 Oberes Weserbergland gehören.[4]

### Geologie

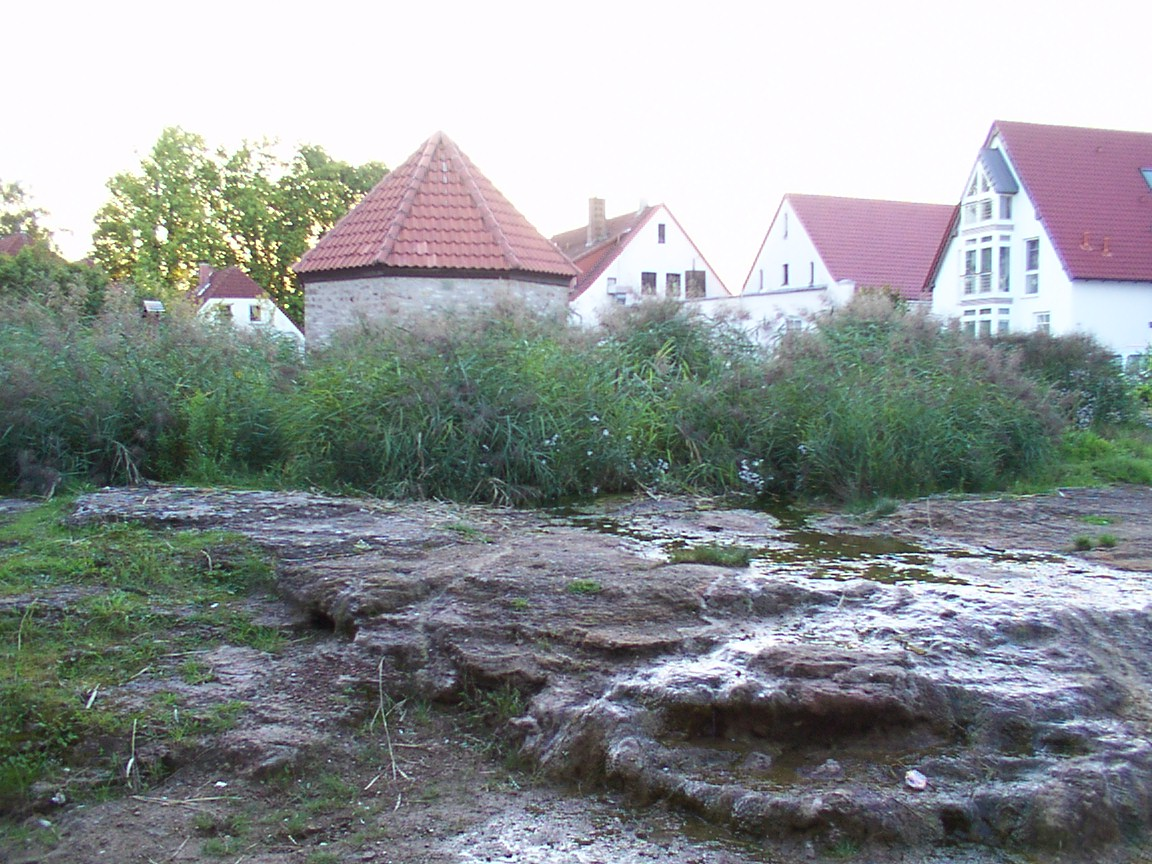
Der Kütfelsen vom Rathaus aus gesehen

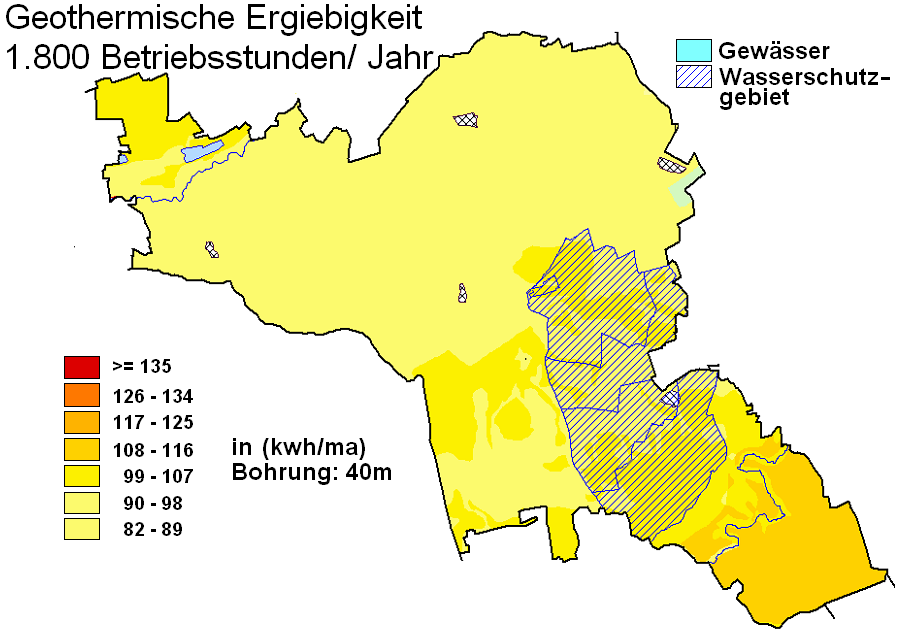
Geothermische Karte von Salzkotten

Im Untergrund von Salzkotten sind Ablagerungen des Eiszeitalters weit verbreitet. Vor über 200.000 Jahren bedeckte das nördliche Inlandeis das heutige Stadtgebiet. Es hinterließ eine Grundmoräne, die aus Sand, Schluff und Ton besteht, aber auch größere Geschiebe enthält. Entlang der Heder sind sogenannte Plänerschotter, die im Wesentlichen aus Kalksteingeröllen bestehen, zu finden. Im ausgehenden Eiszeitalter, vor mehr als 10.000 Jahren, wurden die älteren Schichten von Windablagerungen, dem Löss und Sandlöss, bedeckt. Ein geologisches Wahrzeichen der Stadt ist die erdgeschichtlich relativ junge Kalksinterbildung des Kütfelsens auf dem Marktplatz. Unter den eiszeitlichen Ablagerungen folgen Kalk- und Mergelsteine aus der Oberkreidezeit des Erdmittelalters. Diese kommen im Süden von Salzkotten bis an die Geländeoberfläche heran. Der tiefere Untergrund wird aus gefalteten Ton- und Sandsteinen des Erdaltertums aufgebaut.
Salzkotten eignet sich mittelmäßig bis gut zur Nutzung von geothermischen Wärmequellen mittels Erdwärmesonde und Wärmegewinnung durch Wärmepumpenheizungen (vgl. dazu die nebenstehende Karte).

### Ausdehnung und Nutzung des Stadtgebietes
Die Stadt bedeckt eine Fläche von 109,5 Quadratkilometern. Den größten Flächenanteil nehmen Wald- und Landwirtschaftsfläche mit zusammen etwa 82,4 Prozent ein, Siedlungs- und Verkehrsfläche bedecken weitere rund 14,5 Prozent. Die größte Ausdehnung in Nord-Süd-Richtung beträgt etwa 12,2 Kilometer, in Ost-West-Richtung etwa 18,1 Kilometer.
Der niedrigste Punkt des Stadtgebietes mit 81 Meter befindet sich im Stadtteil Mantinghausen, der höchste mit 263 Meter im Stadtteil Niederntudorf, das Rathaus im Zentrum der Stadt befindet sich auf einer Höhe von 96 m ü. NN.
| Fläche nach Nutzungsart | Landwirt- schaftsfläche | Wald- fläche | Gebäude-, Frei- und Betriebsfläche | Verkehrs- fläche | Wasser- fläche | Sport- und Grünfläche | sonstige Nutzung |
| ----------------------- | ----------------------- | ------------ | ---------------------------------- | ---------------- | -------------- | --------------------- | ---------------- |
| Fläche in km²           | 75,93                   | 14,33        | 9,80                               | 6,06             | 1,19           | 2,10                  | 0,12             |
| Anteil an Gesamtfläche  | 69,32 %                 | 13,08 %      | 8,95 %                             | 5,53 %           | 1,09 %         | 1,92 %                | 0,11 %           |

### Nachbargemeinden
Im Norden, beginnend im Uhrzeigersinn, grenzen an Salzkotten die Städte Delbrück und Paderborn, die Gemeinde Borchen sowie die Städte Bad Wünnenberg und Büren des Kreises Paderborn. Es folgen die Städte Geseke und Lippstadt im Kreis Soest, Regierungsbezirk Arnsberg.

### Stadtgliederung
Zur Stadt Salzkotten gehören folgende bis 1975 selbstständige Ortsteile, die den sog. Entenschnabel des Altkreises Büren ausmachen:
| Ortsteil                                            | Einwohner | km²    | E / km² | Ortsvorsteher(in)  | Ortsteile der Stadt Salzkotten |
| --------------------------------------------------- | --------- | ------ | ------- | ------------------ | ------------------------------ |
| Mantinghausen                                       | 1073      | 05,683 | 189     | Wilfried Deppe     | Ortsteile der Stadt Salzkotten |
| Niederntudorf                                       | 2724      | 14,580 | 187     | Diethelm Krause    | Ortsteile der Stadt Salzkotten |
| Oberntudorf                                         | 1369      | 06,414 | 213     | Hans-Werner Wessel | Ortsteile der Stadt Salzkotten |
| Salzkotten                                          | 9898      | 24,087 | 411     | Elisabeth Keuper   | Ortsteile der Stadt Salzkotten |
| Scharmede                                           | 2625      | 08,660 | 303     | Maria Dahl         | Ortsteile der Stadt Salzkotten |
| Schwelle (mit Holsen, Holser Heide und Winkhausen)¹ | 0645      | 07,547 | 085     | Christian Heber    | Ortsteile der Stadt Salzkotten |
| Thüle                                               | 2022      | 14,582 | 139     | Marietheres Strunz | Ortsteile der Stadt Salzkotten |
| Upsprunge                                           | 1924      | 08,426 | 228     | Markus Zacharias   | Ortsteile der Stadt Salzkotten |
| Verlar                                              | 0784      | 03,676 | 213     | Andre Bertelsmeier | Ortsteile der Stadt Salzkotten |
| Verne (mit Klein Verne und Enkhausen)               | 2403      | 16,141 | 149     | Lothar Mäcker      | Ortsteile der Stadt Salzkotten |

¹ Im Volksmund die „Vereinigten Staaten“
Einwohner am 31. Dezember 2015 übernommen aus Stadt Salzkotten: Statistisches Jahrbuch 2016 und Fläche übernommen aus Stadt Salzkotten: Statistisches Jahrbuch 2016

Niederschlagsmittelwerte für den Zeitraum von 1961 bis 1990

### Klima
Salzkotten gehört wie Ostwestfalen-Lippe insgesamt zum ozeanischen Klimabereich Nordwestdeutschlands, dem es geringe Temperaturgegensätze und milde Winter verdankt. Allerdings sind schon kontinentale Einflüsse wirksam. So liegt die Temperatur im Sommer höher und die Nächte sind kühler als in größerer Nähe zur Küste. An der Abmilderung der Niederschlagsmenge und der höheren Zahl an Sonnentagen sind allerdings auch die umliegenden Mittelgebirge beteiligt.
An der auf 92,5 m ü. NN bei 51° 42′ N und 08° 34′ O gelegenen Messstation ergibt sich für den Zeitraum von 1961 bis 1990 eine mittlere jährliche Niederschlagssumme von 810 mm.

## Geschichte

### Vor- und Frühgeschichte
Eines der ältesten Zeugnisse menschlicher Besiedlung im Gebiet der heutigen Stadt Salzkotten ist der Wohnplatz von Thüle.
Ausgrabungen im Bereich des Neubaugebietes nahe der östlich der Kernstadt gelegenen Dreckburg haben ergeben, dass es eine Besiedlung bereits in der Mitte des 6. Jahrtausends v. Chr. gegeben hat. Dabei konnte auch eine durchgehende Besiedlung von der Eisenzeit (um 700 v. Chr.) bis in das Frühmittelalter um das Jahr 800 nachgewiesen werden.

### Mittelalter und frühe Neuzeit
Im frühen Mittelalter gehört das Gebiet zum Herzogtum Sachsen, das zwischen 772 und 804 etappenweise durch Karl dem Großen erobert und dem Frankenreich angeschlossen wird. Während des ganzen Mittelalters ist die Salzgewinnung ein wesentlicher Bestandteil des wirtschaftlichen Lebens der Stadt und mit besonderen Rechten verbunden. 1160 werden die Salzwerke erstmals erwähnt, als das Kloster Hardehausen drei Häuser zum Salzsieden in „Saltcoten“ zugesprochen bekommt. 1216 wird die damalige Siedlung Vielsen als Pfarrei genannt, obwohl sie sicherlich schon deutlich länger bestand. Wegen der kriegerischen Auseinandersetzungen des 799 gegründeten Bistums Paderborn mit dem Kölner Erzbischof zwingt Bischof Simon I. zum Schutz seiner Westgrenze die Bewohner der umliegenden Dörfer, sich an den Salzquellen anzusiedeln. Die neuentstandene Stadt, deren Bürger sich aus Sälzern und ehemaligen Bauern zusammensetzt, erhält 1247 die Stadtrechte.

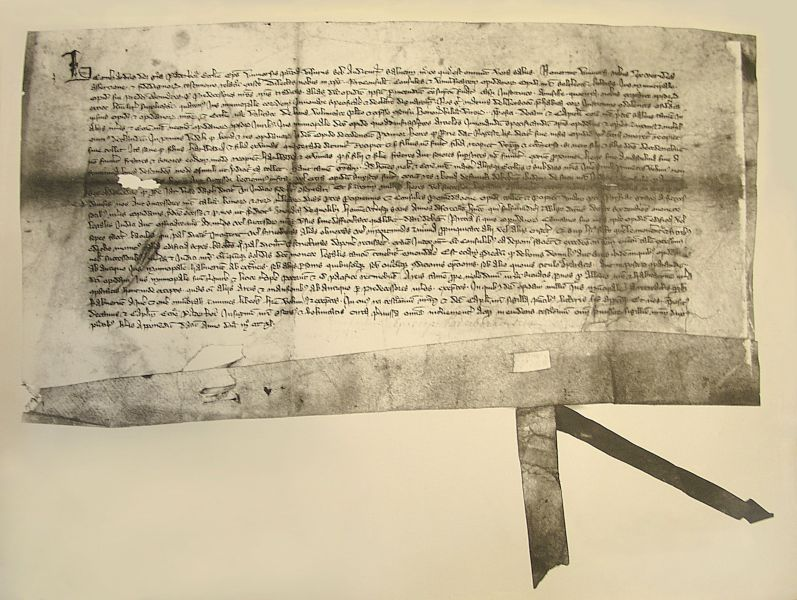
1340 durch Bischof Bernhard erneuerte Stadtrechtsurkunde

1255 gerät Bischof Simon in einem Streit in die Gefangenschaft des Kölner Erzbischofs. Er kommt erst frei, als er sich ein Jahr später vertraglich verpflichtet, die Burg Vielsen zu schleifen. Dieser Vertrag von 1256 stellt auch Salzkotten unter die gemeinsame Herrschaft des Kölner Erzbischofs und des Paderborner Bischofs. Diese gemeinsame Herrschaft dauert bis 1294. 1340 wird fast die gesamte Stadt durch einen großen Brand vernichtet, wobei auch die ursprüngliche Stadtrechtsurkunde verloren geht. Deshalb erneuert Bischof Bernhard, der als der erste Fürstbischof des Hochstifts Paderborn nach heutiger Auffassung gilt, im gleichen Jahr die Stadt- und Bürgerrechte.
Seit Beginn des 16. Jahrhunderts gehört das Hochstift Paderborn und damit auch Salzkotten zum niederrheinisch-westfälischen Reichskreis. Während des Dreißigjährigen Krieges wird Salzkotten am 22. Dezember 1633 durch hessische Truppen im Sturm genommen und bis auf wenige Häuser, die Kirche und die Salzhütten niedergebrannt. Allerdings kann sich die Stadt sehr schnell wieder erholen.

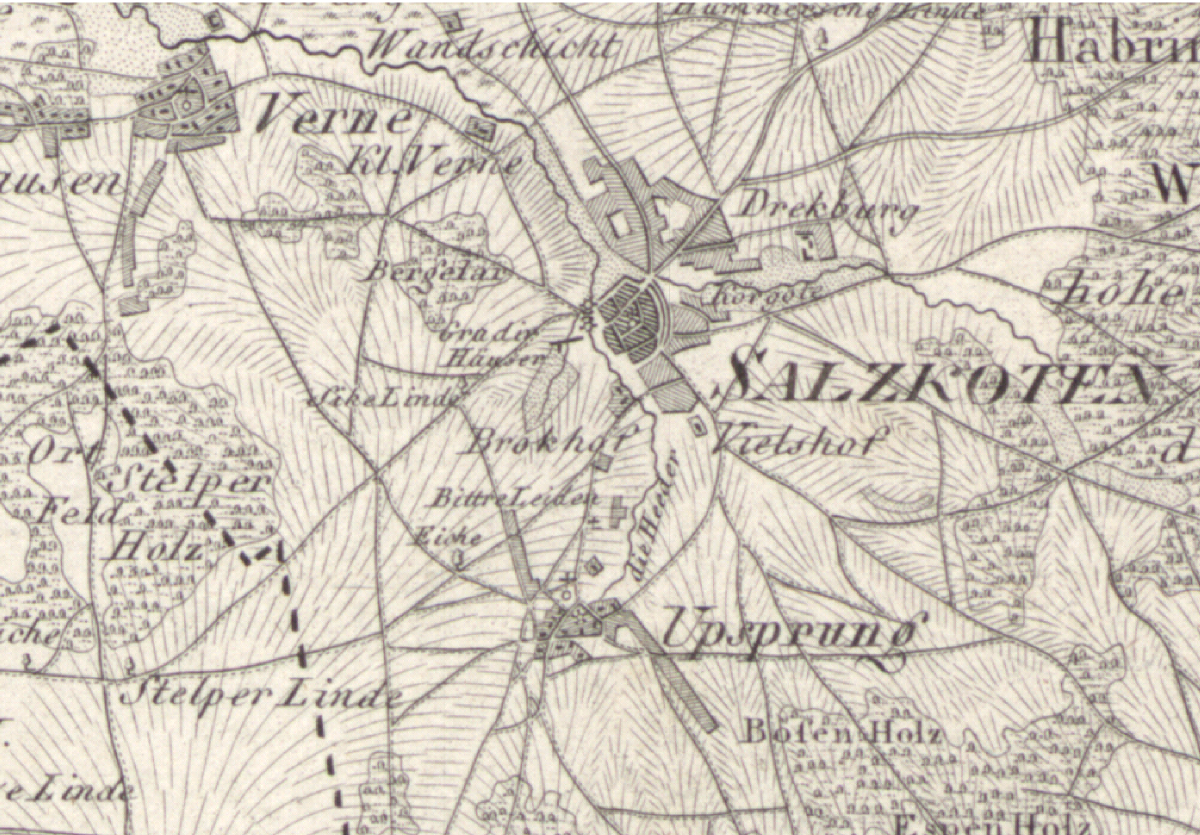
Karte von Salzkotten um 1800

### 19. und 20. Jahrhundert
1802 wird das Hochstift Paderborn vom Königreich Preußen besetzt und von 1803 bis 1807 in Besitz genommen. In der napoleonischen Zeit ist Salzkotten von 1807 bis 1813 Teil des Königreiches Westphalen. Dort ist die Stadt Sitz des Kantons Salzkotten im Distrikt Paderborn des Departements der Fulda. Seit 1813 gehört Salzkotten wieder zu Preußen und 1816 kommt die Stadt zum neuen Kreis Büren. Salzkotten erhält 1837 die revidierte Städteordnung und ist seitdem eine amtsfreie Stadt im Kreis Büren. Am 1. April 1938 verliert Salzkotten seine Amtsfreiheit und wird in das Amt Salzkotten-Boke eingegliedert.

### Religionen
Die Mehrheit der Bevölkerung Salzkottens ist wie im übrigen Hochstift Paderborn auch katholisch. Für diese gibt es seit der Fusion 2014 einen Pastoralen Raum Salzkotten innerhalb des Dekanates Büren-Delbrück des Erzbistums Paderborn: Er umfasst die Gemeinden Sankt Philippus Neri Holsen für Schwelle mit Holsen, Holser Heide und Winkhausen (im Volksmund die „Vereinigten Staaten“ genannt), Sankt Antonius Einsiedler Mantinghausen, Sankt Petrus und Paulus Scharmede, Sankt Laurentius Thüle und Sankt Franziskus Xaverius Verlar sowie den alten Pastoralverbund Salzkotten mit St. Johannes Enthauptung mit der Filialkirche Sankt Marien in Salzkotten mit Vielsen (dortige Kirche geschleift), Sankt Matthäus Niederntudorf, Sankt Georg Oberntudorf, Sankt Petrus Upsprunge mit Bosenholz und Sankt Bartholomaeus Verne für Verne mit Enkhausen und Klein Verne.
Zudem ist Salzkotten Sitz des Mutterhauses der Kongregation der Franziskanerinnen von Salzkotten.

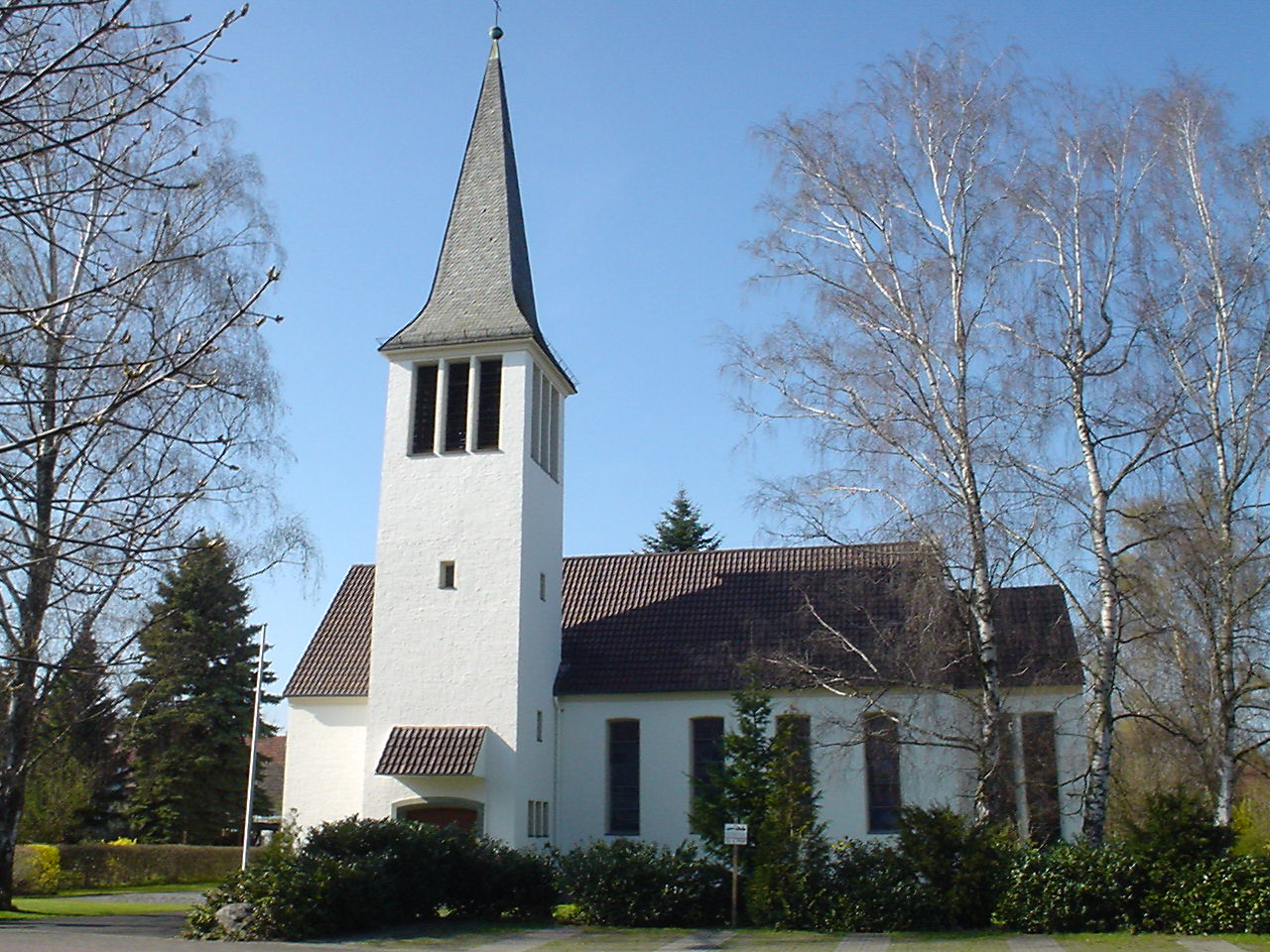
Evangelische Kirche

Innerhalb des Evangelischen Kirchenkreises Paderborn der Evangelischen Kirche von Westfalen gehört das Stadtgebiet Salzkotten zu drei Kirchengemeinden. Die Evangelische Kirchengemeinde Salzkotten mit ihrer Kirche in Salzkotten umfasst die meisten Ortsteile. Lediglich Oberntudorf und Niederntudorf gehören zum Pfarrbezirk Wewelsburg der Evangelischen Kirchengemeinde Büren und Scharmede zur Evangelischen Kirchengemeinde Elsen.
Im Ortsteil Upsprunge an der Kösliner Straße hat die Gemeinde der Evangeliumschristen-Baptisten ihr Zentrum.
Spuren jüdischen Lebens in Salzkotten lassen sich bis ins 18. Jahrhundert zurückverfolgen. Die damals etwa 100 Mitglieder umfassende jüdische Gemeinde errichtete 1825 am heutigen Isaak-Auerbach-Platz ihre Synagoge, die 1863 ihren Höchststand mit 143 Mitgliedern erreicht. Während der Novemberpogrome wird die Synagoge am 10. November 1938 zerstört, die jüdische Gemeinde durch Deportation ihrer Mitglieder zwischen dem 10. Dezember 1941 und dem 28. Juli 1942 vernichtet. Seit 1986 befindet sich am ehemaligen Standort der Synagoge ein Mahnmal.
Ein Indiz für die Verteilung kann die Angabe der konfessionellen Zugehörigkeit der Salzkottener Schüler sein. 2007 waren 1783 der Schüler katholisch, 512 evangelisch, 79 islamisch. 261 gaben an, einer sonstigen Konfession anzugehören, und 222 rechneten sich keiner Konfession zu.

### Eingemeindungen
Am 1. Januar 1975 mit Inkrafttreten des Sauerland/Paderborn-Gesetzes schließen sich die bisherige Stadt Salzkotten und die Gemeinden Mantinghausen, Niederntudorf, Oberntudorf, Scharmede, Schwelle, Thüle, Upsprunge, Verlar und Verne des Amtes Salzkotten-Boke aus dem Kreis Büren zur neuen amtsfreien Stadt Salzkotten zusammen, die in den neuen Kreis Paderborn eingegliedert wird. Rechtsnachfolgerin des Amtes Salzkotten-Boke ist die neue Stadt Salzkotten.
Die drei nördlichen Lippegemeinden des nunmehr aufgelösten Amtes Salzkotten-Boke, Anreppen, Bentfeld und Boke, kommen zu Delbrück, während die drei westlichen Lippegemeinden Garfeln, Hörste und Rebbeke nach § 45 des Münster/Hamm-Gesetzes in die Stadt Lippstadt eingegliedert werden und dadurch zum Kreis Soest kommen.

### Einwohnerentwicklung

Einwohnerentwicklung von Salzkotten von 1818 bis 2018 nach nebenstehenden Tabellen – blau: Einwohnerentwicklung der Stadt Salzkotten; rot: Entwicklung des Ortsteils Salzkotten

#### Stadt Salzkotten
| Jahr  | Einwohner |
| ----- | --------- |
| 1975  | 17.073    |
| 1980  | 18.221    |
| 1985  | 19.228    |
| 1987¹ | 19.572    |
| 1990  | 20.495    |
| 1995  | 22.211    |
| 2000  | 23.501    |

| Jahr | Einwohner |
| ---- | --------- |
| 2002 | 23.906    |
| 2004 | 24.544    |
| 2006 | 24.842    |
| 2007 | 24.928    |
| 2008 | 24.913    |
| 2009 | 24.813    |
| 2010 | 24.868    |

| Jahr   | Einwohner |
| ------ | --------- |
| 2011   | 24.942    |
| 2012   | 24.627    |
| 2015 ² | 25.186    |
| 2016   | 25.106    |
| 2018   | 25.062    |
| 2022   | 25.311    |
| 2023   | 25.326    |

¹ Volkszählungsergebnis

² zum 31. Dez. 2015 nach Angaben der Stadt Salzkotten 25.467 Einwohner

#### Ortsteil Salzkotten
| Jahr      | 1818 | 1831 | 1837 | 1843 | 1849 | 1852 | 1858 | 1867 | 1871 | 1885 | 1895 |
| Einwohner | 1296 | 1604 | 1668 | 1809 | 1991 | 2011 | 1884 | 2014 | 2017 | 2163 | 2209 |

| Jahr      | 1905 | 1925 | 1933 | 1939 | 1946 | 1950 | 1957 | 1961 | 1965 | 1972 |
| Einwohner | 2509 | 2996 | 3603 | 3984 | 5902 | 5911 | 5866 | 5774 | 5995 | 5878 |

| Jahr      | 1975 | 1980 | 1985 | 1989 | 1995 | 2015 |
| Einwohner | 6056 | 6821 | 7181 | 7430 | 8378 | 9898 |

Die Angabe zu 1975 bezieht sich auf den 1. Januar 1975, den Tag des Inkrafttretens der Kommunalen Neugliederung. Die anderen Angaben beziehen sich jeweils auf den 31. Dezember.

## Politik

### Stadtrat
Der Rat der Stadt Salzkotten hat gegenwärtig 38 Mitglieder. Hinzu kommt der Bürgermeister als Ratsvorsitzender. Die Diagramme zeigen die Ergebnisse der Stadtratswahl von 2020.
- GRÜNE: 6
- SPD: 7
- FDP: 2
- CDU: 21
- AfD: 2

Die folgende Tabelle zeigt die Kommunalwahlergebnisse seit der Neubildung der Einheitsgemeinde Salzkotten 1975:
| [ 28 ] [ 29 ]   | 2020    | 2020    | 2014    | 2014    | 2009    | 2009    | 2004    | 2004    | 1999    | 1999    | 1994    | 1994    | 1989    | 1989    | 1984    | 1984    | 1979    | 1979    | 1975    | 1975    |
| Partei          | Sitze   | %       | Sitze   | %       | Sitze   | %       | Sitze   | %       | Sitze   | %       | Sitze   | %       | Sitze   | %       | Sitze   | %       | Sitze   | %       | Sitze   | %       |
| --------------- | ------- | ------- | ------- | ------- | ------- | ------- | ------- | ------- | ------- | ------- | ------- | ------- | ------- | ------- | ------- | ------- | ------- | ------- | ------- | ------- |
| CDU             | 21      | 56,48   | 21      | 57,03   | 23      | 59,94   | 22      | 58,89   | 25      | 64,92   | 23      | 56,87   | 23      | 56,42   | 28      | 69,65   | 29      | 71,28   | 30      | 72,89   |
| SPD             | 07      | 17,48   | 08      | 22,52   | 06      | 15,91   | 09      | 22,41   | 09      | 25,07   | 12      | 31,72   | 10      | 26,01   | 11      | 28,38   | 10      | 25,63   | 09      | 21,85   |
| Grüne           | 06      | 16,38   | 04      | 09,76   | 03      | 07,04   | 02      | 04,39   | 0−      | −       | −       | −       | 03      | 08,10   | −       | −       | −       | −       | 0−      | −       |
| FDP             | 02      | 05,25   | 03      | 06,66   | 04      | 11,96   | 02      | 05,23   | 0−      | −       | 04      | 11,41   | 03      | 09,47   | −       | −       | 0       | 03,09   | 0−      | −       |
| AfD             | 02      | 04,42   | 0−      | 0−      | 0−      | −       | 0−      | 0−      | 0−      | −       | −       | −       | −       | −       | −       | −       | −       | −       | 0−      | −       |
| Die Linke       | −       | −       | 02      | 04,03   | 0−      | −       | 0−      | 0−      | 0−      | −       | −       | −       | −       | −       | −       | −       | −       | −       | 0−      | −       |
| FBI1            | −       | −       | −       | −       | 02      | 05,16   | 01      | 03,53   | 0−      | −       | −       | −       | −       | −       | −       | −       | −       | −       | 0−      | −       |
| UWS2            | −       | −       | −       | −       | −       | −       | 02      | 05,56   | 04      | 10,01   | −       | −       | −       | −       | −       | −       | −       | −       | 0−      | −       |
| Zentrum         | −       | −       | −       | −       | −       | −       | −       | −       | −       | −       | −       | −       | −       | −       | −       | −       | −       | −       | 0       | 02,81   |
| Gesamt3         | 38      | 100     | 38      | 100     | 38      | 100     | 38      | 100     | 38      | 100     | 39      | 100     | 39      | 100     | 39      | 100     | 39      | 100     | 39      | 100     |
| Wahlbeteiligung | 60,37 % | 60,37 % | 56,65 % | 56,65 % | 55,88 % | 55,88 % | 62,08 % | 62,08 % | 59,30 % | 59,30 % | 84,91 % | 84,91 % | 70,01 % | 70,01 % | 68,07 % | 68,07 % | 72,66 % | 72,66 % | 90,65 % | 90,65 % |

1 Freie Bürger Initiative Salzkotten

2 Unabhängige Wählergemeinschaft Salzkotten; 1989 und 1994 Kandidatur als FDP; 1995 Austritt aller Mitglieder aus der FDP und Neugründung als UWS

3 ohne Berücksichtigung von Rundungsdifferenzen

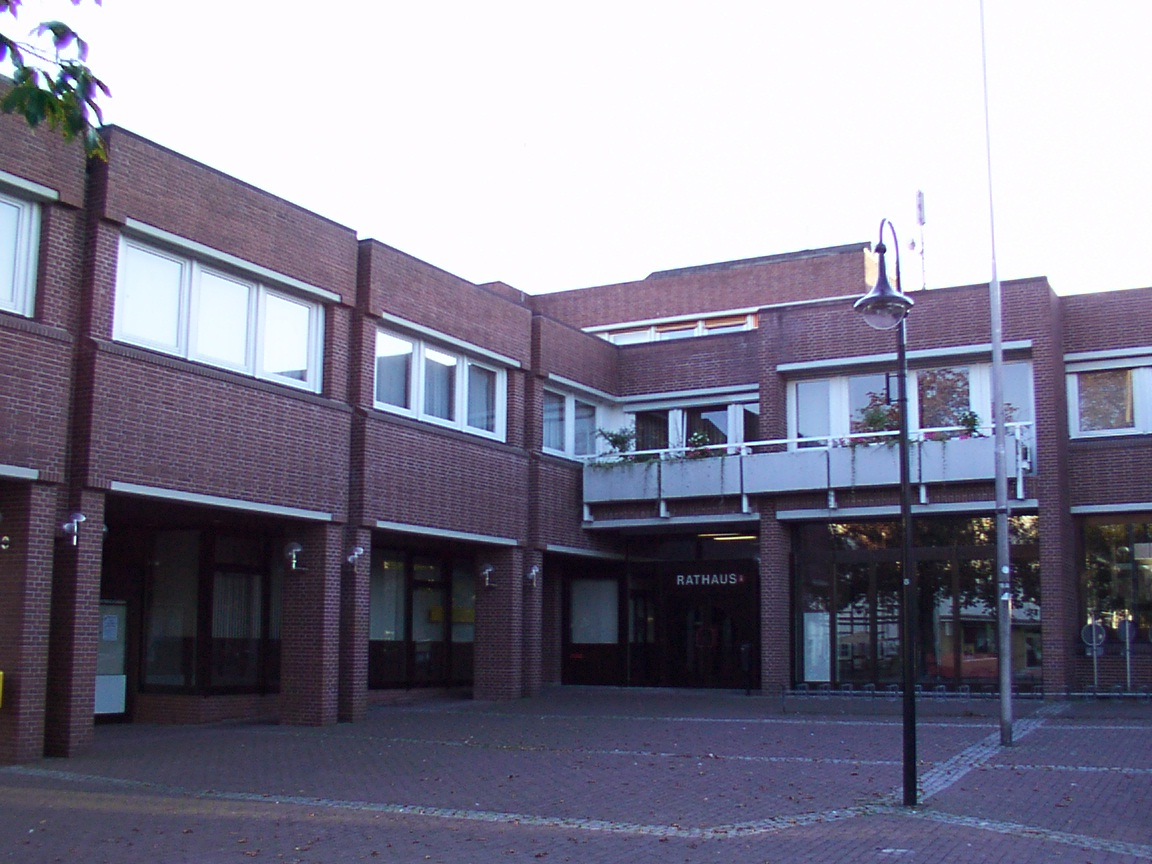
Rathaus

### Bürgermeister
Damit die neugebildete Stadt bis zur Kommunalwahl am 4. Mai 1975 handlungsfähig war, bestellte der Regierungspräsident zum Jahresende 1974 einen Beauftragten für die Wahrnehmung der Aufgaben des Stadtrates mit einem Stellvertreter und einen Beauftragten für die Wahrnehmung der Aufgaben des Stadtdirektors mit einem Stellvertreter, denen er einen 15-köpfigen Beirat zuordnete.
Beauftragter für die Wahrnehmung der Aufgaben des Stadtrates wurde der bisherige Salzkottener Bürgermeister Franz Cramer.
- 22. Mai 1975–1984: Franz Cramer (CDU)
- 1984–1989: Josef Ettler (CDU)
- 1989–2004: Konrad Rump (CDU)
- 2004–2014 Michael Dreier (CDU)
  - 1. Stellvertreterin Betty Keuper (CDU)
  - 2. Stellvertreter Michael Sprink (SPD)
- seit 2014: Ulrich Berger (CDU)

### Stadtdirektoren
Beauftragter für die Wahrnehmung der Aufgaben des Stadtdirektors bis zur ersten Kommunalwahl war Edgar Wagener, der bisherige Amtsdirektor des Amtes Salzkotten-Boke (seit dem 19. April 1967).
- 22. Mai 1975 – 14. Oktober 1985: Edgar Wagener

Nach dem Tod des bisherigen Amtsinhabers bis zum Amtsantritt seines Nachfolgers wurde die Verwaltung übergangsweise von seinen am 30. Januar 1984 gewählten Stellvertretern, Heinz Deppe und Heribert Rempe, geleitet.
- 1. Juli 1986 – 30. Juni 1994: Helmut Potthast
- 15. März 1995–1999: Heribert Rempe
 (seit dem 1. Juli 1994 vom Rat als 1. Stellvertreter mit der Amtsführung beauftragt)

### Wappen, Siegel und Flagge
| Banner, Wappen und Hissflagge |  |
|                               |  |
|                               |  |

Der Stadt Salzkotten ist durch Erlass des preußischen Königs im Jahre 1908 das Recht zur Führung eines Wappens verliehen worden. Das heutige Dienstsiegel und die Flagge sind durch Urkunde des Regierungspräsidenten in Detmold vom 9. Dezember 1976 genehmigt worden.
Wappen, Siegel und Flagge beschreibt § 2 der Hauptsatzung der Stadt Salzkotten.
Wappenbeschreibung
„Die Stadt führt das nachstehend dargestellte Wappen.
 Das Stadtwappen zeigt in Rot ein goldenes (gelbes) Dreiblatt.“
Bedeutung
Salzkotten erhielt im Jahre 1247 seine Stadtrechte durch Simon I. von Lippe, Bischof von Paderborn. Das älteste Stadtsiegel stammt aus dieser Zeit und zeigt den Bischof von Paderborn und den Erzbischof von Köln als gemeinsame Stadtherren. Nachdem die gemeinsame Herrschaft im Jahre 1295 endete, verblieb auf dem Siegel nur der Paderborner Bischof.
Im frühen 17. Jahrhundert erscheint plötzlich das Dreiblatt auf dem Stadtsiegel mit Johannes dem Täufer als Schildhalter. Möglicherweise ist es nur ein lokales Symbol, möglicherweise ist es abgeleitet vom Kreuz auf dem Wappen des Hochstifts Paderborn oder aber von drei Sälzerwerkzeugen. Die Salzgewinnung war über lange Zeit von großer Bedeutung in Salzkotten. Bevor der preußische König 1908 das Wappen in seinen heutigen Farben genehmigte, war das Dreiblatt grün auf goldenem Grund.
Beschreibung des Siegels
„Die Stadt führt ein Dienstsiegel mit dem Stadtwappen und der Umschrift ‚Salzkotten, Kreis Paderborn‘.
Es gleicht in Form und Größe dem nachstehend beigedruckten Siegel.“
Beschreibung der Flagge
„Die Stadt führt eine Flagge.
 Beschreibung der Hissflagge und des Banners:
Von Rot und Gelb längsgestreift mit dem Wappenschild der Stadt im weißen Flaggen- bzw. Bannerhaupt.“

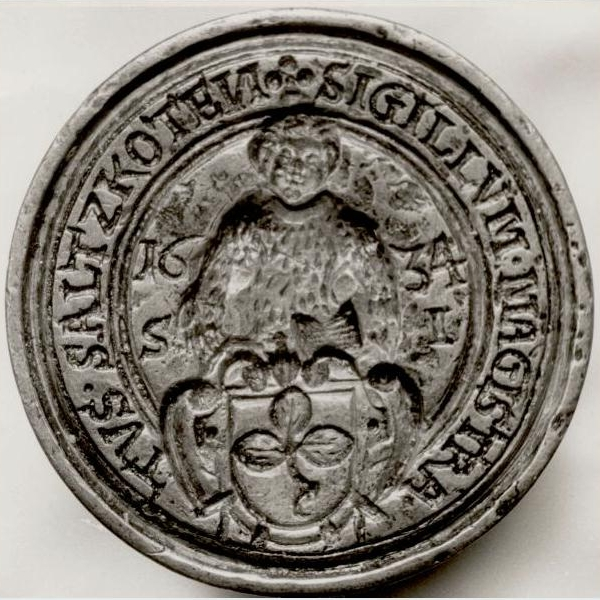
Siegel von 1634
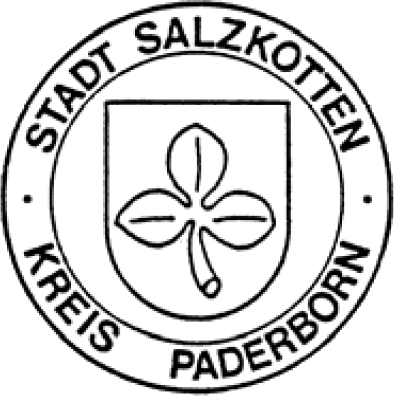
Heutiges Dienstsiegel

### Städtepartnerschaften
Seit 1991 pflegt die Stadt Salzkotten die Städtepartnerschaft mit der französischen Stadt Belleville (Département Rhône) im Beaujolais. Der offiziellen Besiegelung ging die Schulpartnerschaft der Salzkotter Philipp-Korte-Realschule mit dem Collège Émile Zola in Belleville voraus, die inzwischen seit über 30 Jahren erfolgreich läuft. Jährlich finden, zumeist im Mai, Begegnungen von Bürgern, Vereinen und Institutionen statt, an denen jeder interessierte Salzkotter Bürger teilnehmen kann.
Seit dem 16. August 1993 besteht eine Städtepartnerschaft mit der uckermärkischen Kleinstadt Brüssow.
1997 ging Salzkotten eine Partnerschaft mit der österreichischen Gemeinde Seefeld in Tirol ein.
Seit 2009 besteht eine Städtepartnerschaft mit der Stadt Bystřice pod Hostýnem in Tschechien.
Hinzu kommen auf der Ebene der Ortschaften die Partnerschaft zwischen Scharmede und dem französischen Cerisy-la-Forêt in der Normandie seit 1973, die älteste Städtepartnerschaft im damaligen Kreis Büren, und seit 1982 die zwischen Verlar und dem ebenfalls in der Normandie gelegenen Cartigny-l’Épinay.

## Kultur und Sehenswürdigkeiten

### Kulturpreis der Stadt Salzkotten
Seit 2002 vergibt die Stadt alle zwei Jahre den Kulturpreis der Stadt Salzkotten, der mittlerweile achtmal vergeben worden ist. Die bisherigen Preisträger sind:
1. 2002 Julia Hoppe (Mandoline)
2. 2004 Tanja Rademacher (Steinbildhauerei)
3. 2006 Sabine Hoppe (Mandoline)
4. 2008 Danzdeel Salzkotten
5. 2010 Heimatbühne Thüle 1964 e. V.
6. 2012 Martin Simon (Posaune)
7. 2014 Beate von Sobbe (Heimat- und Brauchtumsforschung)
8. 2016 Partnerschaftskomitee Scharmede

### Theater
Die darstellende Kunst wird in Salzkotten durch die Heimatbühne Thüle, die Theaterdeele Scharmede, den Theaterverein Verlar sowie den Theater- und Karnevalsverein Upsprunge, allesamt Laienbühnen, vertreten.
Das Theater im Esszimmer in Scharmede bietet an einem Wochenende pro Monat Kabarett und Kleinkunst. Programmbegleitend präsentieren auf den Fluren des Theaters bildende Künstler – vornehmlich aus der Region – ihre Werke.

### Museen

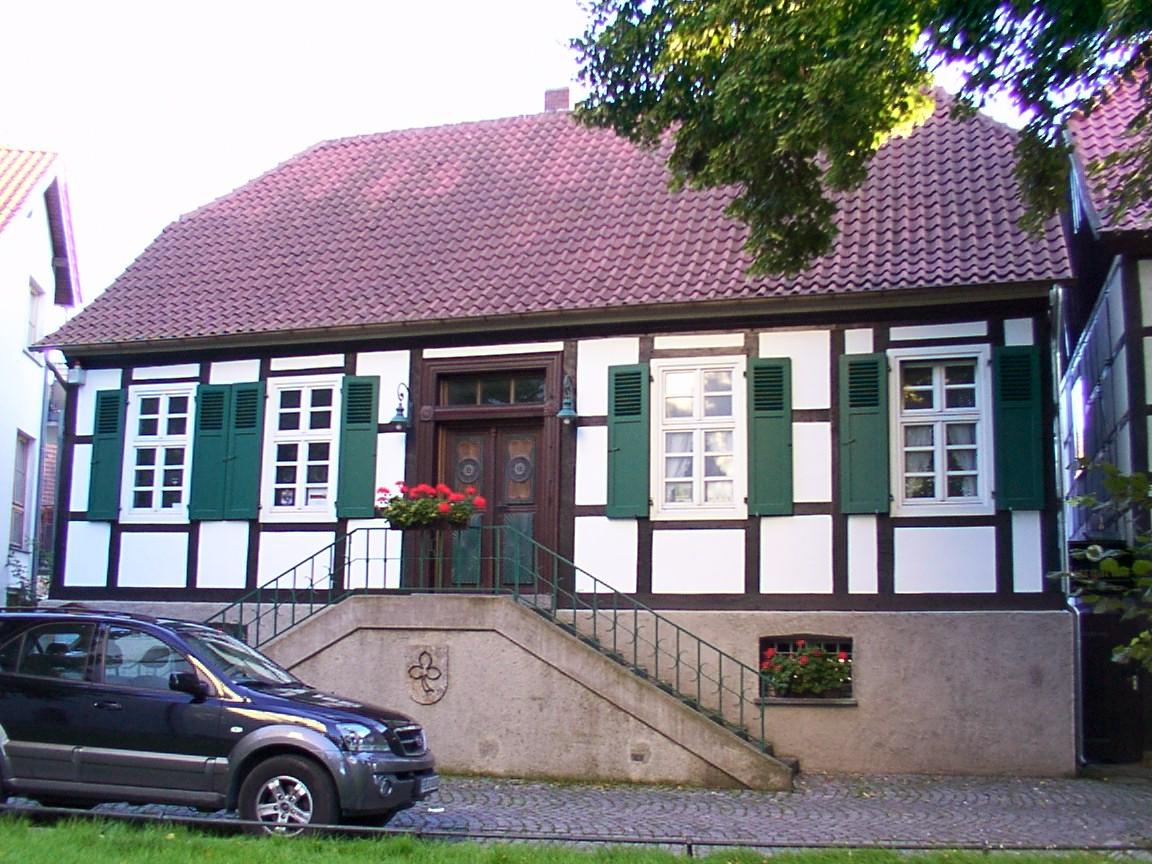
Alte Mädchenschule,
heute Heimathaus

In der alten Mädchenschule aus dem Jahre 1817 betreibt der örtliche Heimatverein das Heimathaus Salzkotten, der dort ein Sälzermuseum zur Geschichte des Salzes eingerichtet hat.
Am 28. Juni 1997 wurde zunächst im unteren Teil des denkmalgeschützten aus dem Jahre 1849 stammenden Bahnhofsgebäudes das Deutsche Polizeimuseum eröffnet, das seit dem 11. Juni 2006 beide Etagen des Gebäudes umfasst. Ausgestellt werden Exponate zur Polizeigeschichte der Polizeien der deutschen Bundesländer, des Bundesgrenzschutzes, der Bahnpolizei und der Deutschen Volkspolizei seit dem 19. Jahrhundert bis in die heutige Zeit. Das Museum verfügt auch über eine mobile Ausstellung, untergebracht in einem ehemaligen Bekleidungs-Lkw. Die Sammlung entstand dadurch, dass sich Mitglieder der Deutschen Sektion der International Police Association (IPA) zu diesem Zweck zusammenfanden und zu einem Verein zusammenschlossen, der heute den Namen „Deutsches Polizeimuseum e. V.“ trägt.
Auf dem nicht mehr bewirtschafteten Hof Westermeier im Stadtteil Scharmede befindet sich ein Fahrrad- und Landwirtschaftsmuseum. Ausgestellt werden etwa 250 Fahrräder aus ostwestfälischer Produktion aus der Zeit seit der Jahrhundertwende zum 20. Jahrhundert sowie landwirtschaftliche Gebrauchsgegenstände von Werkzeugen, Haushaltsgeräten und Zäumungen bis zur Milchzentrifuge und Viehwaage.

### Musik und Tanz
Im Stadtmusikverband Salzkotten sind 22 Vereine zusammengeschlossen. Musikvereine gibt es in Scharmede, Thüle, Upsprunge, Verne und Verlar, Spielmannszüge in Oberntudorf, Salzkotten und Thüle, Tambourcorps in Scharmede und Verne, Niederntudorf verfügt über ein Blasorchester.
Hinzu kommen die Singgemeinschaft Salzkotten, die Chorgemeinschaften Hedertöne Holsen-Schwelle-Winkhausen und Sankt Bartholomäus Verne, der Männerchor 1923 Salzkotten, der Männergesangverein Eintracht Tudorf, der Lippechor Mantinghausen, Gesangverein „Sangeslust Thüle“ und die beiden Kirchenchöre Sankt Cäcilia Niederntudorf und Sankt Cäcilia Salzkotten.
Zudem gibt es im Stadtgebiet mehrere Volkstanzgruppen. Dazu gehören die „Danzdeel Salzkotten“, die „Tanzkette Thüle“, die „Volkstanzgruppe Holsen-Mantinghausen“, der „Volkstanzkreis Niederntudorf“ und die „Tudorfer Folkloretanzgruppe“.

### Bauwerke

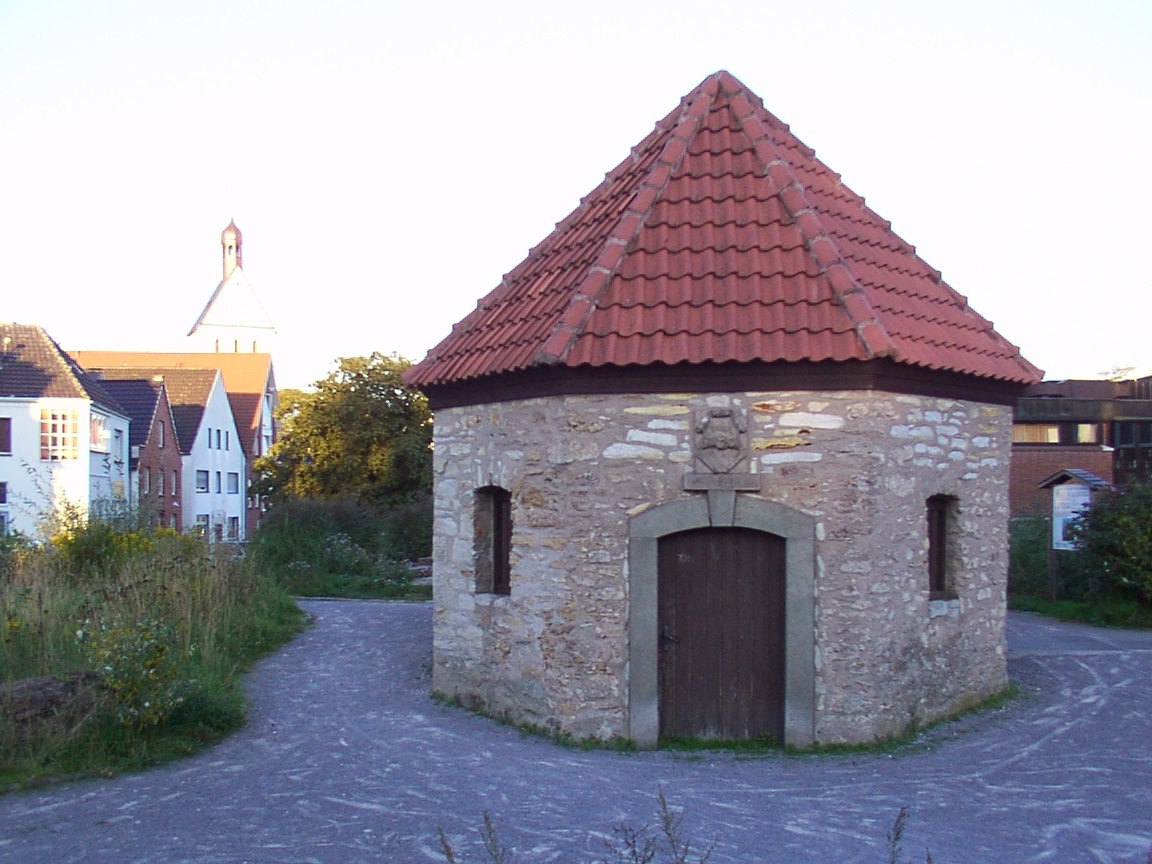
Brunnenhaus der Unitasquelle

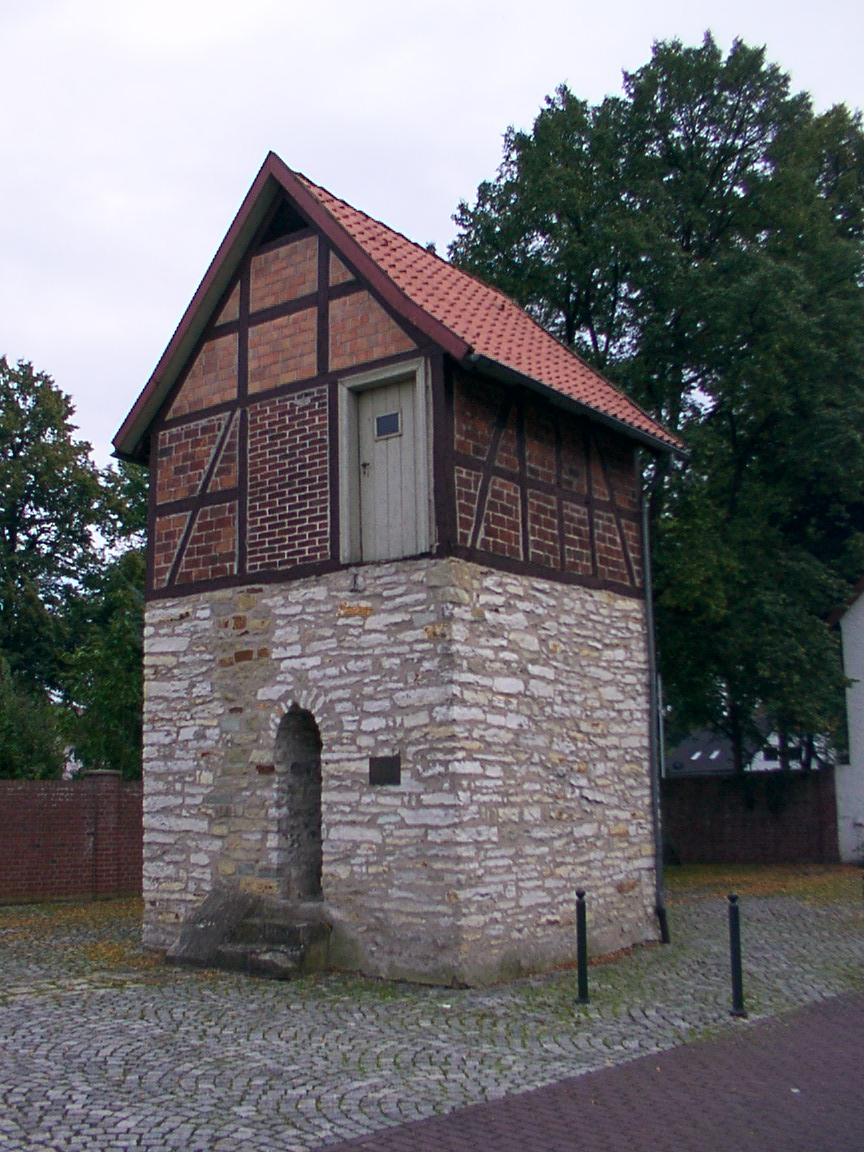
Hexenturm

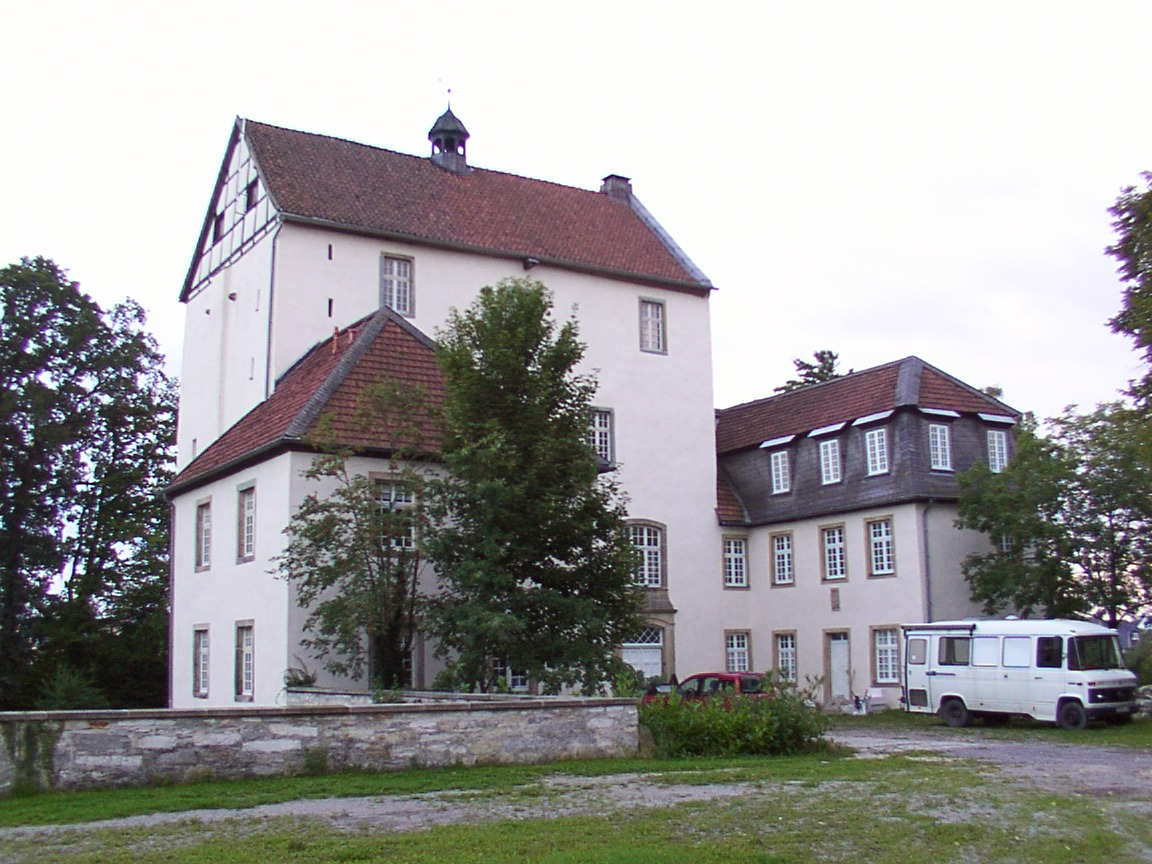
Dreckburg

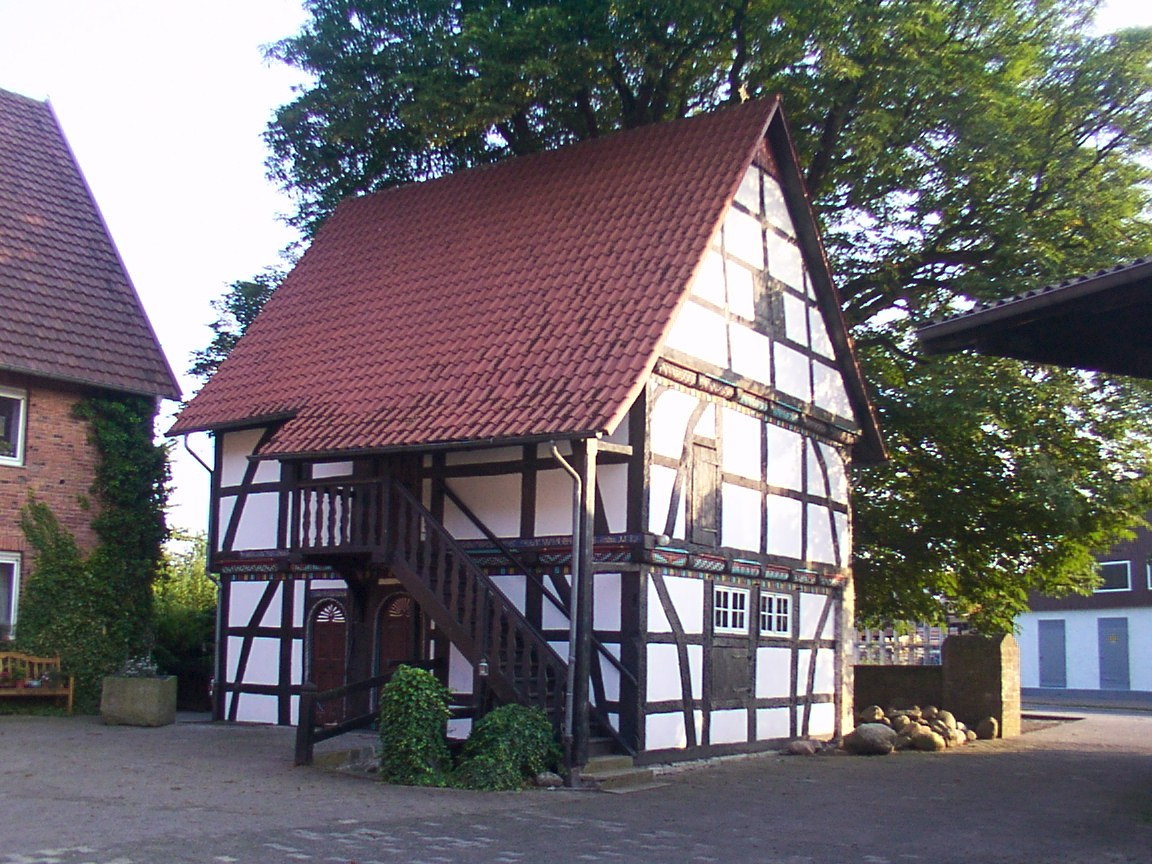
Historischer Speicher in Scharmede

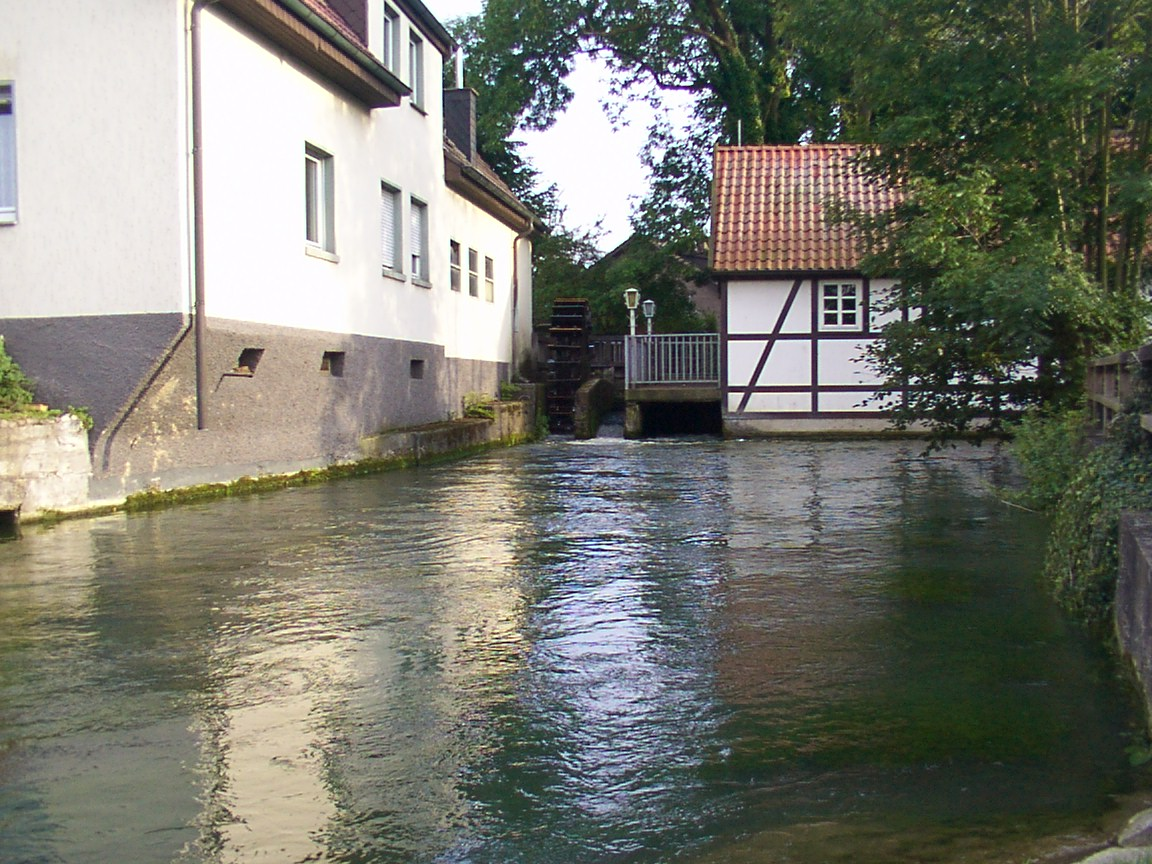
Buckemühle in Upsprunge mit Quellbecken der Heder

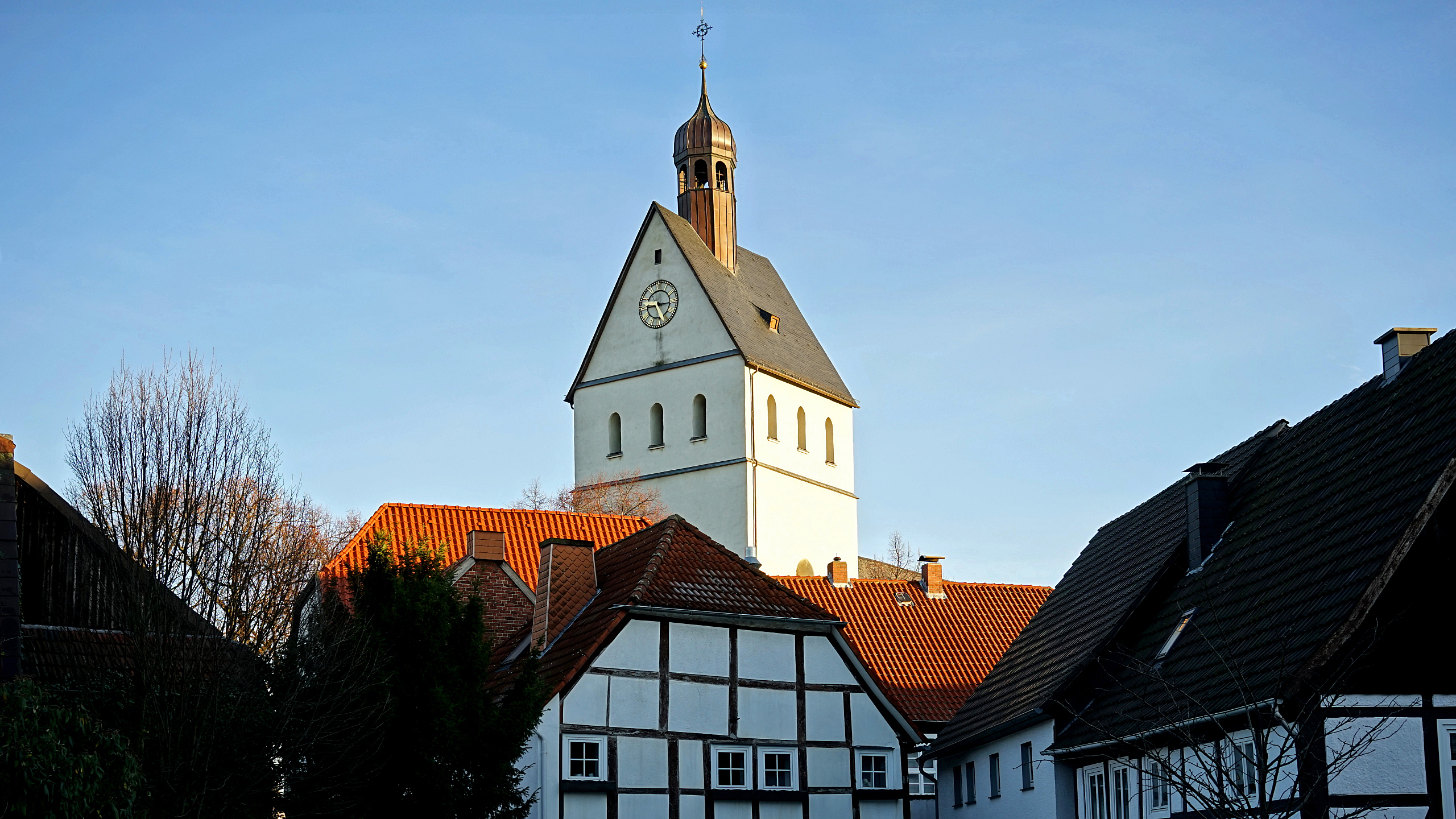
Blick auf St. Johannes von der Vielser Straße

- Kath. Pfarrkirche St. Johannes Enthauptung. 1256 wurden die Pfarrrechte an die neue Stadtkirche übertragen. Es handelt sich um eine kreuzförmige Hallenkirche aus der zweiten Hälfte des 13. Jahrhunderts. Im Inneren finden sich u. a. zwei Seitenaltäre des 18. Jahrhunderts, ein großer bronzener Kronleuchter des 17. Jahrhunderts sowie eine mittelalterliche Pieta.
- Liboriuskapelle, auf einer Anhöhe südöstlich der Stadt gelegen. Der neuromanische Bau über kleeblattförmigem Grundriss wurde 1901–02 durch Franz Mündelein errichtet. Die Ausstattung stammt noch aus der Erbauungszeit.
- Brunnenhaus der Unitasquelle auf dem über vier Meter hohen Kütfelsen. Bruchsteinbau mit Walmdach über polygonalem Grundriss, bezeichnet 1554. Wappen der alten Salzgilde über dem Eingang, Inschrift „Unita Durant“ (lat. für „Vereintes überdauert“), zwei in sich greifende Hände.
- Altes Pfarrhaus, Klingelstraße 14. An der Frontseite verschieferter, zweigeschossiger Fachwerkbau mit Walmdach, 1783 errichtet.
- Pfarrhaus und Kaplanei, zweigeschossiges Traufenhaus mit Krüppelwalmdach, errichtet 1743; die Gefache sind mit Ziegelmustern ausgefüllt.
- Ehemalige Mädchenschule, eingeschossiger Fachwerkbau mit doppelläufiger Freitreppe und Krüppelwalmdach, erbaut 1819, ab 1973 saniert. Es wird heute als Heimathaus genutzt.
- Die ehemals zahlreich vorhandenen, in der Regel giebelständigen Fachwerkbauten wurden durch Abbrüche in den 1960er- und 1970er-Jahren erheblich dezimiert. Unwiederbringlich verloren gingen unter anderem 1956 die alte Pfannenschmiede am Marktplatz (1601), 1967 das Haus Lange Straße 39 (1653), 1952 Haus Nr.46 (1649) und noch 1974 verschwand mit Lange Straße 32 das wohl stattlichste Dielenhaus des Ortes. Der 1678 bezeichnete Torbalken des ursprünglich am Marktplatz situierten Hauses Altrogge fand bei dem zwischen 1970 und 1974 erstellten Neubaus des Hotels „Ratskeller“ in Wiedenbrück Verwendung. – Das fälschlicherweise auch als „Ackerbürgerhaus“ bezeichnete Dielenhaus Vielser Straße 8, das am Torbalken 1575 bezeichnet ist, galt lange Zeit als ältester Wohnbau der Stadt. Als solcher konnte mittlerweile das Haus Wüst in der Klingelstraße 3, ermittelt werden, das im Kern von 1563 stammt.[35] Es wurde jedoch mehrfach umgebaut und an der Straßenseite verputzt. Lange Zeit leer stehend und für den Abbruch vorgesehen, wurde es 2016 saniert.[36] Aus dem Ende des 16. Jahrhunderts soll Vielser Straße 9 (Adam und Eva-Haus) stammen, dessen Torständer mit Schnitzereien versehen sind.[37] Vielser Straße 20. ein stattlicher Bau mit Krüppelwalmdach, wird heute als Stadtbücherei und Volkshochschule genutzt. Er wurde 1707 für Johannes Prüssen und Magdalena Sibel erbaut. Kurz nach dem Dreißigjährigen Krieg entstand das heutige Café Hölter, Lange Straße 33. Das 1654 bezeichnete Dielenhaus weist beschnitzte Füllbretter und mit Backsteinmustern ausgefüllte Gefache auf. Letztere gehen allerdings erst auf eine Erneuerung von 1933 zurück.[38] Die ursprüngliche Innenaufteilung mit der großen Diele und den seitlichen Stuben blieb weitgehend erhalten. Das nunmehr als Sälzer-Apotheke genutzte Haus Lange Straße 23 entstand 1752. Bauherr war der Bürgermeister und Sälzer Johannes Henricus Kraus. Weitere Fachwerkbauten sind Vielser Straße 14, das mit einem zusätzlichen Speichergeschoss versehene Haus Vielser Straße 4, sowie das kleine, mit einer Utlucht ausgestattete Giebelhaus Klingelstraße 15.
- Von der zwischen 1245 und 1247 unter dem Paderborner Bischof Simon I. angelegten Stadtbefestigung blieben der Hexenturm, der Bürgerturm und das Westerntor erhalten. Längere Mauerpartien befinden sich an einem „An der Stadtmauer“ bezeichneten Weg unweit der Schützenstraße und Am Wallgraben.
- Die östlich der Stadt gelegene Dreckburg wurde 1434 erwähnt, geht aber im Kern auf das 14., möglicherweise sogar auf das 13. Jahrhundert zurück. Im Jahre 2008 wurde das 650-jährige Jubiläum im Rahmen eines dreitägigen Volksfestes vom 8.–10. August gefeiert. Rund 30.000 Menschen besuchten die unterschiedlichsten Veranstaltungen unter der Schirmherrschaft von Landesminister für Bauen und Verkehr, Oliver Wittke.
- Grashügel, unter denen die Reste der Burg Vielsen mit der dazugehörigen Kirche liegen. Um 1256 geschleift.
- Mutterhaus der Kongregation der Franziskanerinnen von Salzkotten
- Historischer Speicher in Scharmede, im Stil der Weserrenaissance
- Buckemühle in Upsprunge

### Parks
Sültsoid
Die Sültsoid ist ein etwa 16 Hektar großes Naturschutzgebiet südöstlich von Salzkotten. Stark solehaltige Quellen machen es zu einem Binnensalzgebiet von hoher Bedeutung und großer Seltenheit. Die meisten der wenigen ursprünglichen Salzgebiete Mitteleuropas wurden in den 1960er bis 1990er Jahren durch Bautätigkeit zerstört.
Friedhöfe
Auf dem südöstlichen Stadtgraben wurde 1827 der jüdische Friedhof angelegt. Er ist Eigentum der Stadt Salzkotten und seit 1985 in die Denkmalliste eingetragen. Aufgrund von Zerstörungen und Zwangsverkäufen in der Zeit des Nationalsozialismus ist er nicht mehr vollständig erhalten. Die letzte Bestattung dort fand 1940 statt.

### Naturdenkmale

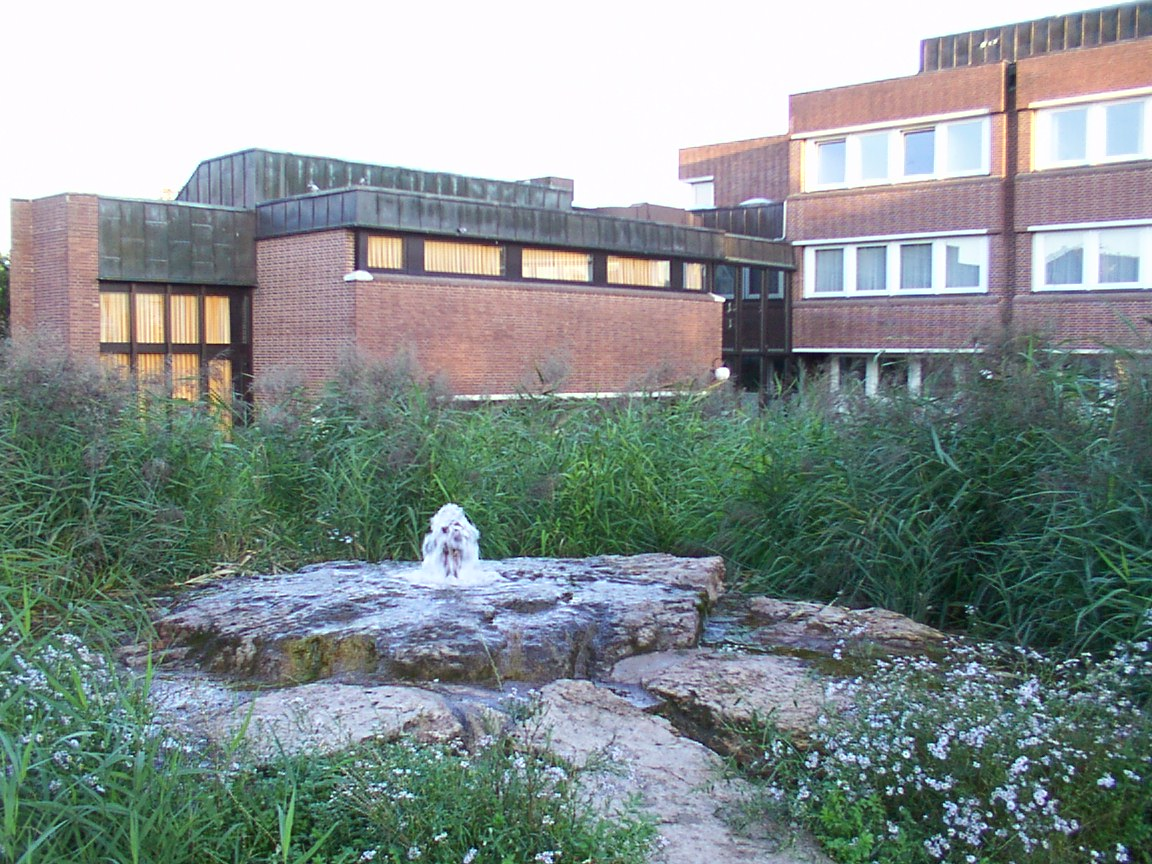
Unitasquelle

Aus den abgesinterten Solemineralien der artesischen Unitasquelle, der ältesten Quelle Salzkottens, entstand der etwa vier Meter hohe Kütfelsen mit etwa 200 Metern Durchmesser, der heute teilweise überbaut ist. Die ältesten Schichten schätzt man auf 15.000 Jahre. Aus der Quelle floss die Sole früher in Holzrohren und später in Bleirohren zum Gradierwerk. Seltene Salzpflanzen, wie Salzschwaden, Strandaster, Salzbinse, Salzschuppenmiere und Salzdreizack wachsen auf dem Felsen.

### Regelmäßige Veranstaltungen
- Sälzerlauf, am dritten Sonntag im März
- Sälzerfest, jeweils am Palmsonntag
- Salzkotten Marathon, jeweils am ersten Sonntag im Juni
- Hederauenfest, jeweils an drei Tagen am letzten Wochenende im August
- Martini Markt, 3-Tage-Kirmes, am dritten Wochenende vor dem 1. Advent.

## Wirtschaft und Infrastruktur

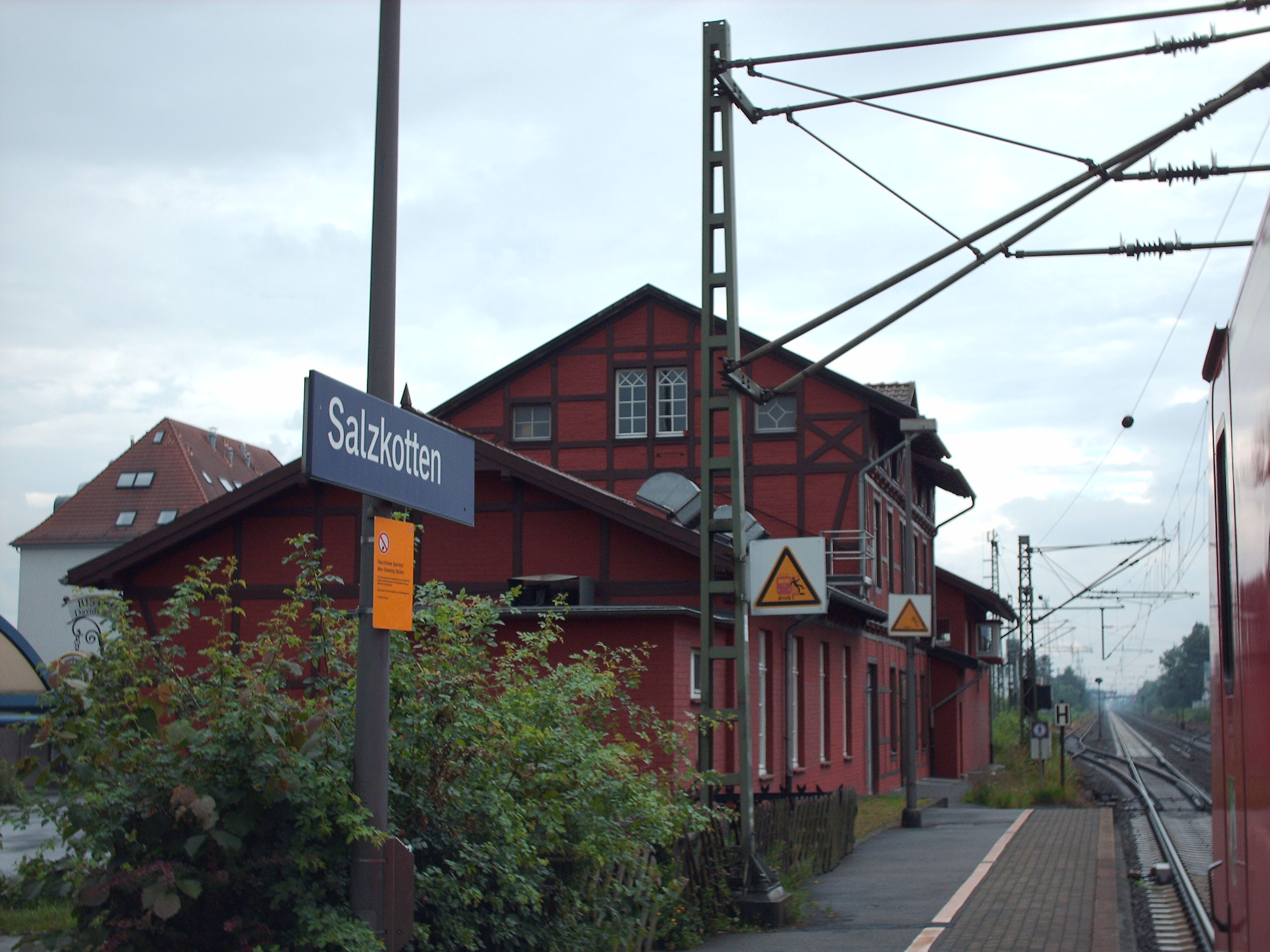
Bahnhof Salzkotten

### Verkehr
Eisenbahnverkehr
Salzkotten hat zwei Bahnhöfe an der Bahnstrecke Hamm–Warburg, Salzkotten und Scharmede. Zur Taktminute treffen sich am Salzkottener Bahnhof die Züge der RB89.
Busverkehr
Regionalbusse verkehren nach Paderborn und nach Geseke, mit dem neuen Fahrplan 2017 auch nach Büren.
Straßenverkehr
Durch Salzkotten verläuft die Bundesstraße 1, die westwärts über das Ruhrgebiet bis zur deutsch-belgischen Grenze bei Aachen und ostwärts über Paderborn und Berlin bis zur deutsch-polnischen Grenze bei Küstrin führt.
Außerhalb des Stadtgebietes verläuft südlich parallel zur B 1 die Bundesautobahn 44 Dortmund–Kassel und östlich quer dazu die A 33 von Bielefeld in Richtung Brilon.
Flugverkehr
Der Flughafen Paderborn-Lippstadt ist etwa zehn Kilometer entfernt von Salzkotten. Man erreicht ihn über die Landesstraße 751.

### Medien
Printmedien
In Salzkotten sind zwei regionale Tageszeitungen vertreten. Zum einen die Neue Westfälische aus Bielefeld mit Regionalteil, zum anderen eine Lokalausgabe des Westfälischen Volksblatts, eine regionale Bezeichnung des Westfalen-Blatts. Beide Zeitungen beziehen ihren Mantel von ihren jeweiligen Mantelredaktionen aus Bielefeld. Wöchentlich erscheint die Neue Regionale als Anzeigenblatt mit hohem redaktionellen Anteil über Salzkotten. Außerdem berichtet deren Nachrichtenportal NRplus über die Stadt. Zudem erscheint vierteljährlich im Hochstift Paderborn die Zeitschrift Die Warte für die Kreise Paderborn und Höxter, mit Beiträgen zur Regionalgeschichte, Literatur und Kunst.
Radio und Fernsehen
Salzkotten gehört zum Berichtsgebiet des Regionalstudios Bielefeld des WDR und von Radio Hochstift, das es in der Berichterstattung als Lokalradio mit abdeckt. Das Stadtfernsehen Salzkotten e. V. präsentiert wöchentlich das Lokalmagazin Sälzer.tv im TV-Programm und in der Mediathek von NRWision.

### Öffentliche Einrichtungen
Justiz
Bis zum Ablauf des 30. Juni 1975 war Salzkotten Sitz des Amtsgerichts Salzkotten und gehört seit dem 1. Juli 1975 zum Bezirk des Amtsgerichts Paderborn, jeweils innerhalb des Bezirks des Landgerichts Paderborn. Das Amtsgericht befand sich im nördlichen Flügel des im Januar 1977 abgebrochenen bisherigen Rathauses der Stadt Salzkotten.
Feuerwehr
Die Freiwillige Feuerwehr der Stadt besteht seit 1883 und konnte so 2008 als Jubiläumsjahr ihres 125-jährigen Bestehens feiern. Außer in der Kernstadt selbst gibt es Löschzüge in Niederntudorf, Oberntudorf, Scharmede, Thüle, Upsprunge, Verlar und Verne. Mantinghausen hat schon vor der kommunalen Neugliederung mit dem benachbarten Rebbeke eine einheitliche Feuerwehr gebildet, die heute eine Löschgruppe der Freiwilligen Feuerwehr Lippstadt ist.
Gesundheit
Salzkotten verfügt über ein Krankenhaus, das St.-Josefs-Krankenhaus in der Trägerschaft der Kongregation der Barmherzigen Schwestern vom Hl. Vincenz von Paul. Das Krankenhaus betreibt die vier Hauptabteilungen Innere (73 Planbetten), Chirurgie (58 Planbetten), Gynäkologie/Geburtshilfe (36 Planbetten) und Anästhesie/Intensivpflege. Des Weiteren werden die drei Belegabteilungen Augenheilkunde (9 Planbetten), HNO-Heilkunde (8 Planbetten) und Urologie (12 Planbetten) geführt.
Neben den Haupt- und Belegabteilungen sind dem Krankenhaus ein Ambulantes Pflegezentrum, ein Altenkrankenheim mit Kurzzeitpflegeplätzen, ein Sozialdienst, eine Schule für Krankenpflege und Krankenhilfe, ein Gesundheitszentrum und ein Wohnheim angegliedert.
Bibliotheken
Die Stadt Salzkotten verfügt über eine Stadtbibliothek mit etwa 27.000 Medien, deren Hauptstelle während des Neubaus im ehemaligen Klingenthal-Stammhaus an der B1 untergebracht ist. Ihre vier Nebenstellen befinden sich in Niederntudorf, in Oberntudorf, in Verne und die Städtische Kinder- und Jugendbücherei in der Grundschule Verlar. Hinzu kommt eine Katholische öffentliche Bücherei, die sich im Pfarrhaus Upsprunge befindet.

### Bildung
In Salzkotten befinden sich sechs Grundschulen, eine Gesamtschule und drei Förderschulen. Zwei Hauptschulen und die Realschule sind durch die neugegründete Gesamtschule abgelöst worden und inzwischen ausgelaufen. Im Jahr 2007 wurden an den Schulen der Stadt mit 198 Lehrkräften insgesamt 2775 Schüler unterrichtet, davon 44,2 % an den Grundschulen, 23 % an den Hauptschulen und 20 % an der Realschule, sowie 12,8 % an der Förderschule.

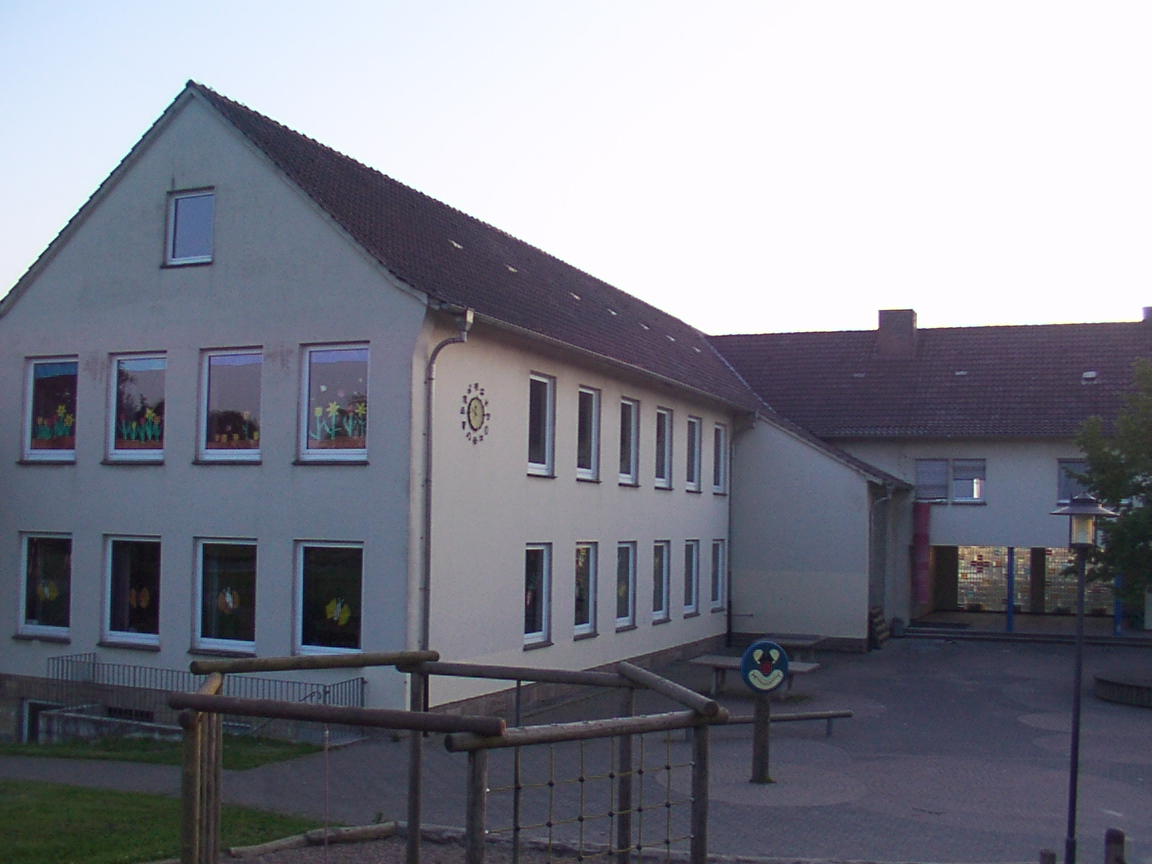
Christophorusschule Scharmede

Die Grundschulen sind die Liboriusschule Salzkotten, Christophorusschule Scharmede, Bischof-von-Ketteler-Schule Thüle, der Grundschulverband Verlar-Verne und die Katholische Grundschule Tudorf sowie eine in freier Trägerschaft (Montessorischule Salzkotten). Die beiden Hauptschulen waren die Johannesschule Salzkotten und die Hauptschule Niederntudorf/Wewelsburg mit Sitz in Niederntudorf, die Realschule war die Philipp-Korte-Realschule Salzkotten. Die drei Förderschulen sind die Astrid-Lindgren-Schule Salzkotten mit dem Förderschwerpunkt emotionale und soziale Entwicklung, die Schule Haus Widey Scharmede mit dem Förderschwerpunkt emotionale und soziale Entwicklung und die Don-Bosco-Schule Verne mit dem Förderschwerpunkt Lernen. Im Jahr 2012 wurde auch eine Gesamtschule in Salzkotten gegründet.
Dem örtlichen St.-Josefs-Krankenhaus ist eine Krankenpflege- und Krankenpflegehilfeschule angegliedert.
In Salzkotten befindet sich die Hauptgeschäftsstelle des Volkshochschul-Zweckverbandes, dem außer Salzkotten auch Büren (Westfalen), Delbrück, Hövelhof, Geseke und Bad Wünnenberg angehören.
Kinderbetreuung
Im Gebiet der Stadt Salzkotten gibt es sechs kirchliche Kindergärten (St. Johannes Salzkotten, St. Marien Salzkotten, St. Rochus Oberntudorf, St. Petrus und Paulus Scharmede, St. Petrus Upsprunge und St. Bartholomäus Verne), sieben städtische Kindergärten (Hederhüpfer Salzkotten, Kuhbusch Salzkotten, Sälzerkrümel Salzkotten, Pusteblume Mantinghausen, Almeflöhe Niederntudorf, Hoppetosse Schwelle und Kunterbunt Thüle) sowie einen in freier Trägerschaft (Kinderstube Regenbogen Salzkotten).

### Ansässige Unternehmen

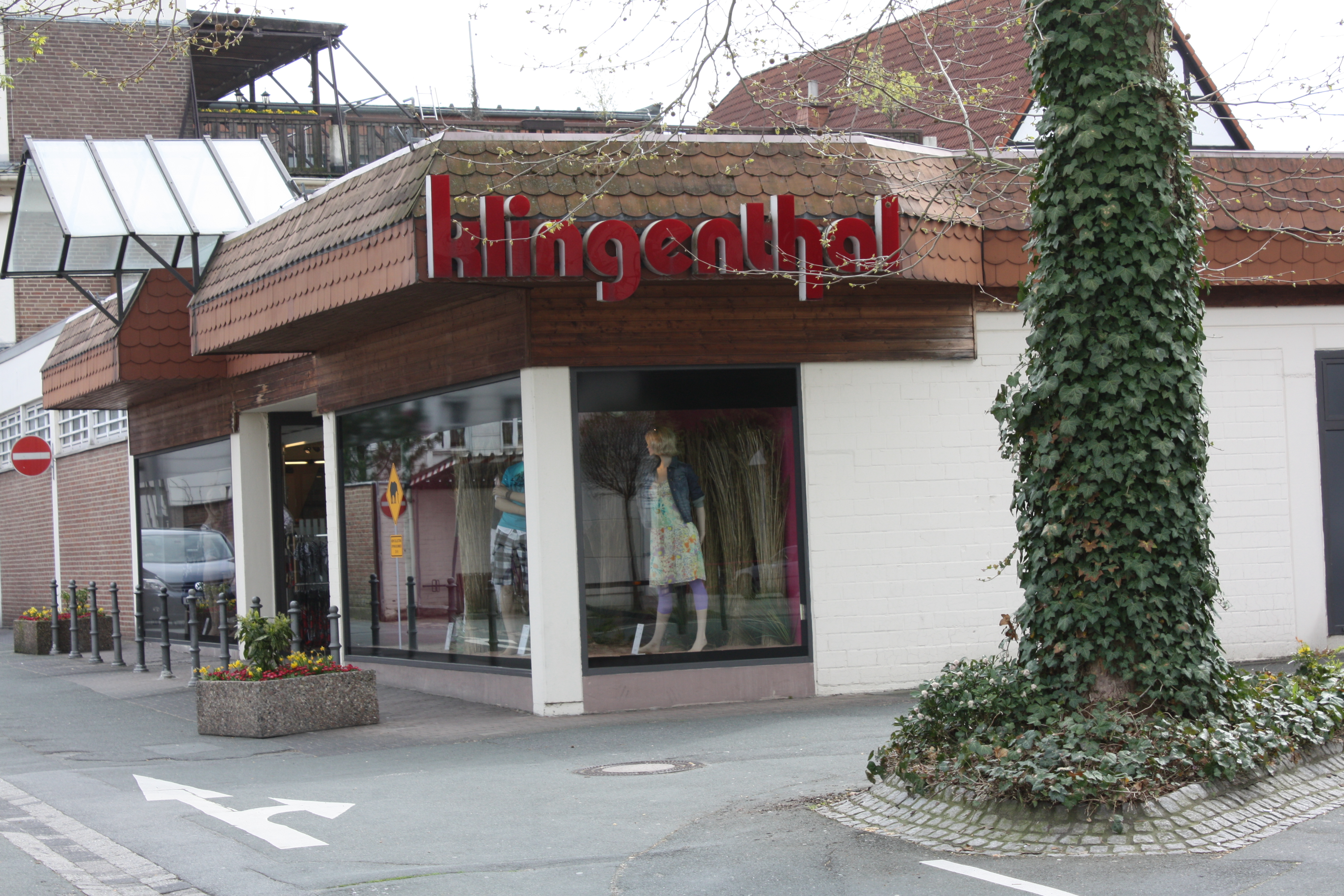
Klingenthal-Filiale

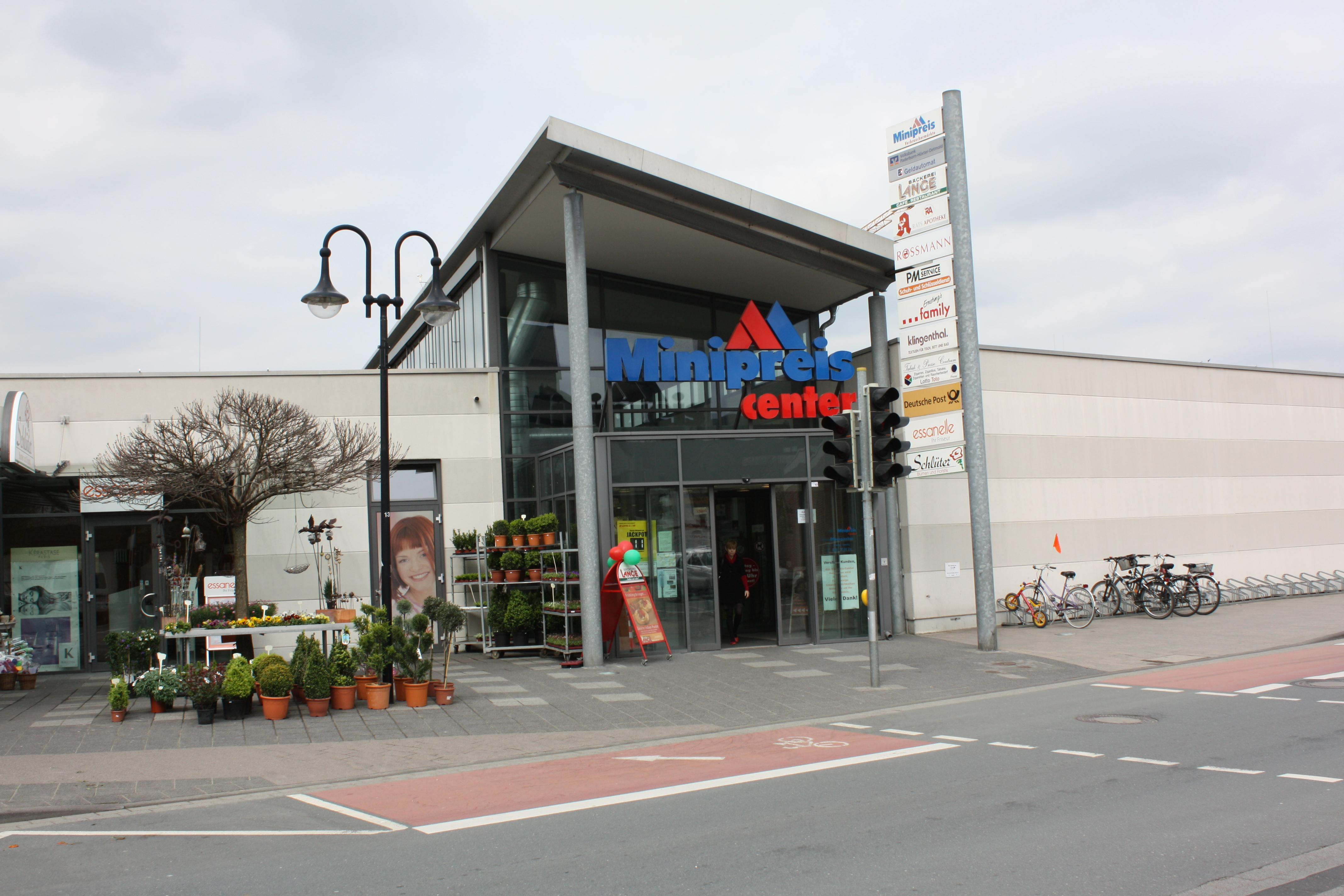
Ehem. Minipreis Center

Von Bedeutung ist die Klingenthal Gruppe, deren Anfänge in Salzkotten bis in die erste Hälfte des 19. Jahrhunderts zurückreichen. Zu ihr gehören die Klingenthal Südring GmbH mit dem „Südring Shopping-Center“ in Paderborn, die F. Klingenthal GmbH mit vier Klingenthal Textilhäusern in Salzkotten, Paderborn, Herford und Gütersloh, sowie die Westfälische Textilgesellschaft Klingenthal & Co mbH (WTG) in Salzkotten, die Stoffe für Industrie und Handel anbietet.
Danach einer der größten Arbeitgeber Salzkottens ist die Firma Franz Kleine, die mit Landmaschinen und Geräten handelt.
Die Großbäckerei Hölter und Lange, ansässig im Ortsteil Upsprunge, liefert weit über das Salzkottener Stadtgebiet hinaus.
Unter der Bezeichnung Original Salzkotten Sicherheitsgefäße werden hochwertige Edelstahlgefäße zur explosionssicheren Lagerung von Lösemitteln (z. B. Ether, Ethanol) und anderen brennbaren Flüssigkeiten (z. B. Benzin) hergestellt. Die Gefäße sind chemisch hoch beständig, sie verfügen über Flammendurchschlagsiebe und Überdruckventile. Nachdem das Unternehmen FEG Salzkotten diesen Geschäftsbereich in den 1980er Jahren verkauft hatte, führte das damals neu gegründete Unternehmen Rötzmeier Sicherheitsbehälter die Produktion am Standort Salzkotten fort. 2018 kaufte Rötzmeier auch die Marke zurück. Eingesetzt werden die Produkte z. B. in Laboren, in der Chemie- und Pharmaindustrie, in der Lebensmittelindustrie und in Apotheken.
Das oben genannte Unternehmen FEG (Fabrik explosionssicherer Gefäße) wurde 1898 durch den Apotheker Ferdinand Henze gegründet. Schon in den 1920er Jahren wurden die ersten Tanksäulen gebaut. 1932 Umfirmierung in „Martini-Hüneke und Salzkotten Maschinen- und Apparatebau AG“. 1940 Eingliederung in den Stumm-Konzern und Umbenennung in „Deutsche Gerätebau GmbH“. 1998 Zusammenschluss der Tankanlagen Salzkotten mit der amerikanischen Firma Gilbarco. Im Rahmen einer Umstrukturierung werden 1999 Gilbarco und Tankanlagen Salzkotten zu Marconi Commerce Systems. 2002 Übernahmen durch den US-amerikanischen Danaher Konzern. Name des Unternehmens bis heute Gilbarco GmbH Salzkotten.
Das Unternehmen hatte in der Spitze ca. 1200 Mitarbeitende. Heute sind etwa 400 Menschen beschäftigt.
Gefertigt werden Tanksäulen, Bezahlsysteme und Produkte für Tankstellen.
Der Betriebsrat der damaligen Deutsche Gerätebau AG Salzkotten war im Mai 1948 Mitbegründer der IG Metall Paderborn. Erster Bevollmächtigter wurde Anton Canisius, Betriebsobmann der Deutsche Gerätebau AG. Bis heute ist der Betriebsrat von Gilbarco im Ortsvorstand der IG Metall Paderborn vertreten.

## Telefonvorwahlen
In der Stadt gilt die Vorwahl 05258. Für Gespräche nach Niederntudorf ist die 02955 vorzuwählen. Mantinghausen, Verlar sowie Teile von Schwelle erreicht man über die 02948.

## Persönlichkeiten

### Ehrenbürger
- 1875 Heinrich Hentzen (23. März 1790 – 6. November 1876),
 seit 1840 Pächter des Gutes Dreckburg, erster Ehrenbürger der Stadt Salzkotten für seine Verdienste um die gegenüber den Armen der Stadt geleistete Hilfe
- 1927 Ferdinand Krismann (30. Oktober 1852 – 17. Mai 1933),
 Sanitätsrat und langjähriges Mitglied des Stadtrates, gleichzeitig Armen-, Schul-, Impf- und Fürsorgearzt
- 1953 Franz Kleine (21. Oktober 1876 – 22. Januar 1962), mit seiner 1904 von seinem Vater übernommenen Firma für den Handel mit Landmaschinen und Geräten Unternehmer und einer der bedeutendsten Arbeitgeber Salzkottens, auch Träger des Bundesverdienstkreuzes am Bande
- 1953 Franz Klingenthal (8. September 1880 – 6. Dezember 1955),
 mit seinem 1911 von seinem Vater übernommenen Kaufhaus Unternehmer und Lokalpolitiker, auch Träger des Bundesverdienstkreuzes am Bande
- 1954 Pater Placidus Tölle (9. Februar 1881 – 6. Oktober 1977),
 Missionar, Gründer der Cururu-Missionsstation bei den Munduruku-Indianern im Amazonasgebiet und Sprachforscher, auch Ehrenhäuptling, Träger des Ordens „Santos Dumont“ der brasilianischen Regierung und des Verdienstordens des brasilianischen Staates Pará
- 1965 Eduard Schnieder (22. Januar 1886 – 19. Februar 1967),
 Lokalpolitiker, darunter von 1946 bis 1964 Bürgermeister der Stadt Salzkotten, auch Träger des Bundesverdienstkreuzes am Bande
- 1987 Franz Cramer (geb. 25. Juli 1917),
 seit 1964 Bürgermeister der damaligen Stadt Salzkotten, ebenfalls Bürgermeister der 1975 neugebildeten Stadt Salzkotten bis 1984, seit dem 27. Februar 1985 „Ehrenbürgermeister“, auch Träger des Bundesverdienstkreuzes am Bande
- 1995 Felix Klingenthal (21. Februar 1919–2002),
 Unternehmer und Lokalpolitiker, darunter von 1964 bis 1969 stellvertretender Bürgermeister, Ehrenbrudermeister der Sankt-Johannes-Schützenbruderschaft Salzkotten, Initiator des Hallenbauvereins zum Bau der Stadthalle an der Upsprunger Straße, auch Träger des Bundesverdienstkreuzes am Bande und seit 1980 Träger des Ehrenringes der Stadt Salzkotten

Ehrenbürger der Gemeinde Niederntudorf
- 1967 Anton Rademacher (23. September 1889 – 18. Januar 1973),

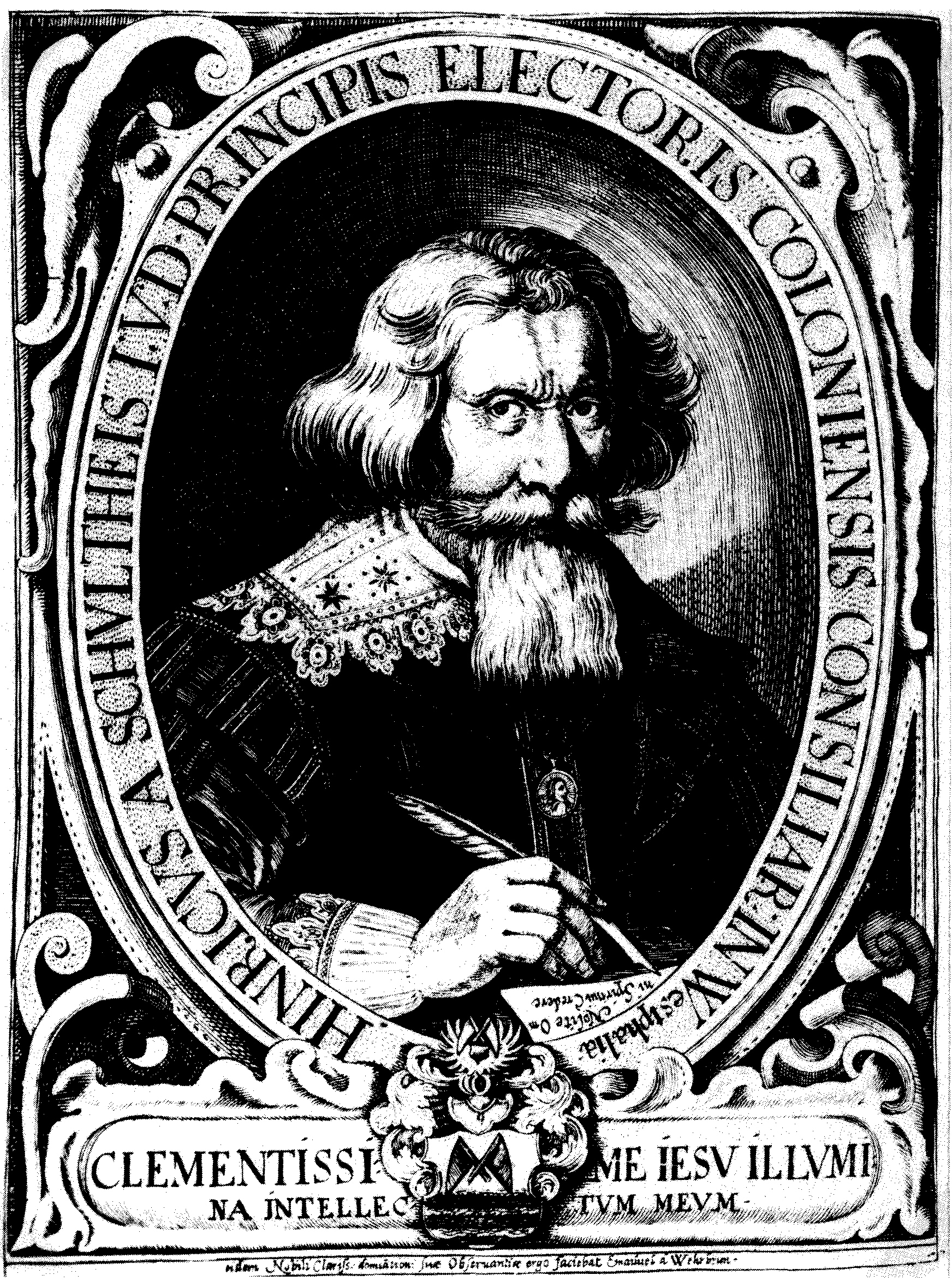
Heinrich von Schultheiß,
geboren 1580 in Scharmede

 Pfarrer der katholischen Kirchengemeinde Sankt Matthäus Niederntudorf von 1940 bis 1967

### Söhne und Töchter der Stadt
- Heinrich Bocer (1561–1630), Dr. jur. utr., Professor der Rechte in Tübingen
- Heinrich von Schultheiß (1580–1646), zur Zeit der Hexenverfolgungen berüchtigter Hexenrichter
- Jakob Loewenberg (1856–1929), Schriftsteller und Pädagoge
- Felix von Merveldt (1862–1926), Politiker (DNVP)
- Hubert Naendrup (1872–1947), Rechtswissenschaftler, Rektor der Universität Münster in der NS-Zeit
- Joseph Schäfers (1878–1916), Theologe und katholischer Missionar in Mossul, Irak
- Adolf Winkelmann (1887–1947), Arzt, SS-Hauptsturmführer, Lagerarzt in verschiedenen Konzentrationslagern
- Lotte Strauss (1913–2020), deutsch-US-amerikanische Autorin
- Franz-Joseph Schulze (1918–2005), General der Bundeswehr
- Felix Klingenthal (1919–2002), Kaufmann, Politiker (CDU) und Landrat
- Winfried Vahlensieck (1929–2008), Professor für Urologie in Bonn
- Alois Hahn (* 1941), Soziologe und Hochschullehrer
- Laurenz Meyer (* 1948), Politiker (CDU)
- Roland Peitsch (* 1949), Fußballspieler
- Wolfgang Hochstein (* 1950), Musikwissenschaftler, Hochschullehrer und Komponist
- Magdalena Ritter (* 1957), Schauspielerin
- Wolfgang Burgdorf (* 1962), Historiker
- Christian Zielke (* 1962), Autor, Professor und Personalmanager
- Susanne Laschütza (* 1967), Illustratorin
- Andreas Keuser (* 1974), Radrennfahrer
- Jörg Philipp Terhechte (1975–2024), Rechtswissenschaftler und Universitätsprofessor
- Matthias Homuth (* 1980), Rallyefahrer
- Jan Zerbst (* 1980), Moderator beim Radiosender ffn
- Verena Mertens (* 1981), Juristin und Politikerin (CDU)
- Vera Buck (* 1986), Schriftstellerin
- Stephanie Rose (* 1988), Politikerin (Die Linke)
- Marie Pollmann (* 1989), Fußballspielerin
- Lars Kamp (* 1996), Basketballspieler
- Alexander Nübel (* 1996), Fußballspieler

### Persönlichkeiten, die vor Ort gewirkt haben
- Clara Pfänder (1827–1882), Ordensgründerin und -oberin